# 唐楼

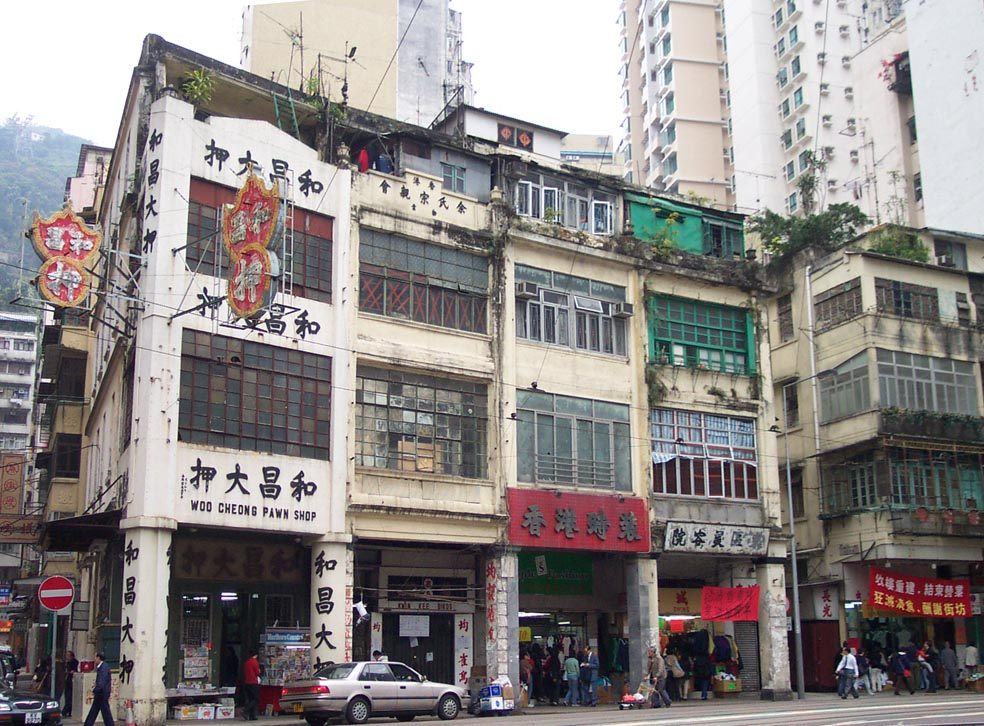
香港島・湾仔莊士敦道にある唐楼

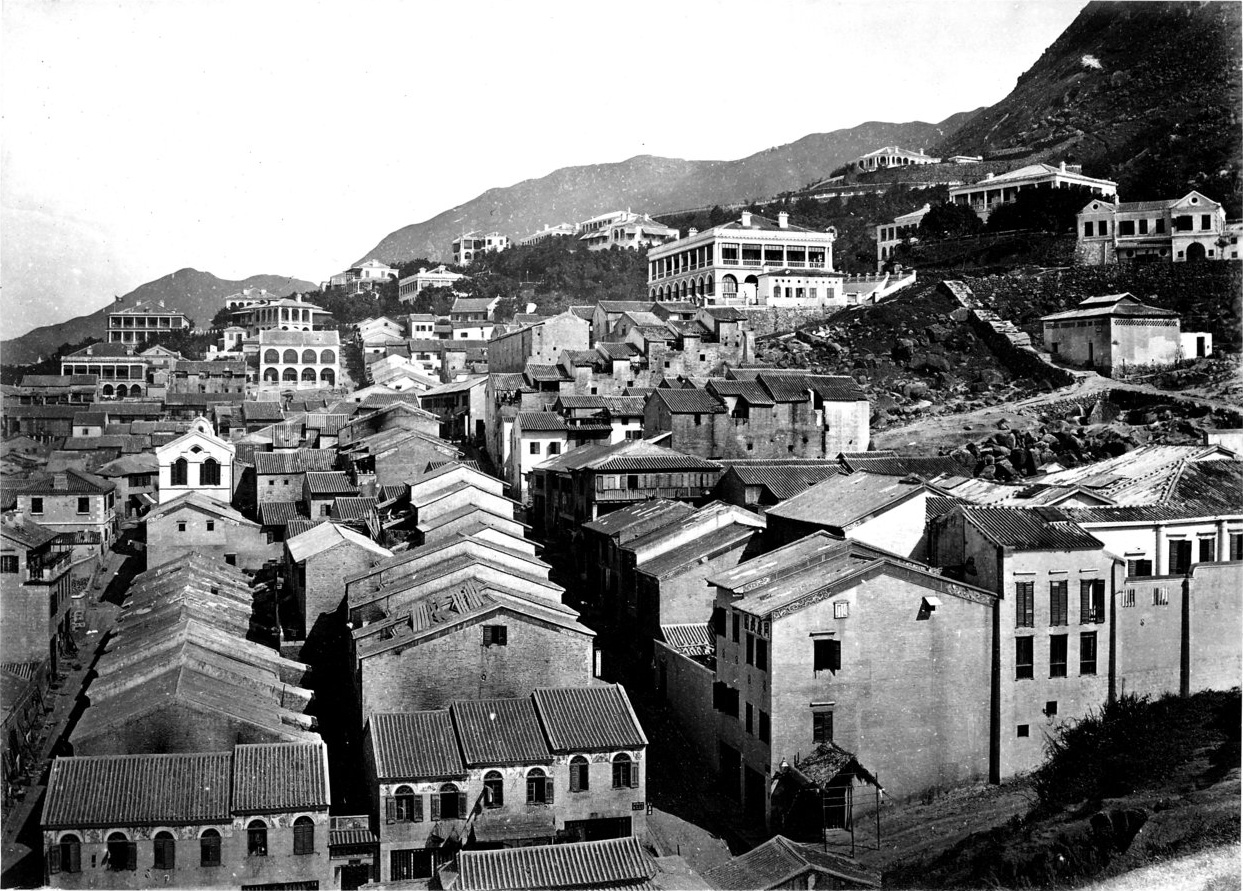
香港島・太平山街付近にあった最初期の唐楼

唐楼（とうろう、イェール式広東語: tòhng láu）とは、中国大陸の華南地域、香港・マカオ、東南アジアにかけて、19世紀後半から1960年代にわたって中国風・西洋風折衷の建築様式で建てられた建築物のこと。
各地の唐楼には現地の特色が反映されており、シンガポールやペナンの「ショップハウス（店屋）」、マカオの「唐楼」、広州の「騎楼」等、その名称は細分化されている。
本項目では、香港において発展した唐楼について述べる。

## 香港

### 歴史

#### 戦前

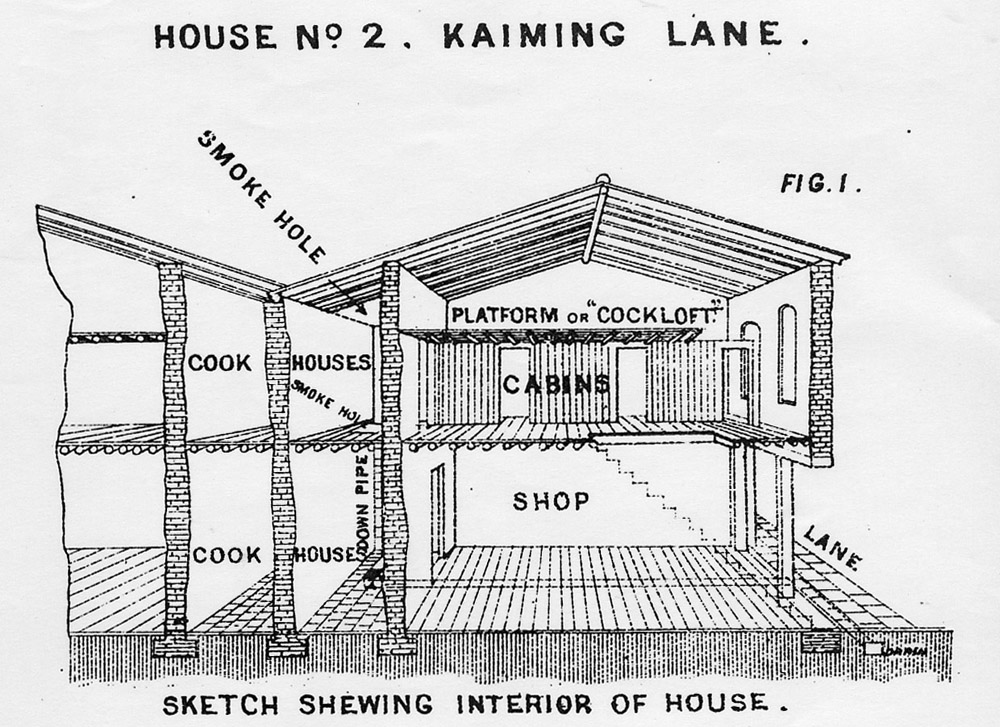
1882年、建築家Osbert Chadwickによる当時の典型的な唐楼の内部構造図

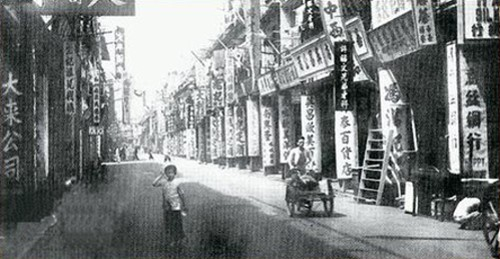
1930年代香港・九龍の上海街

香港政庁が公営住宅建設を開始する以前、不法占拠バラックである寮屋の住民を除き、殆どの香港人は旧式の「唐楼」に居住していた。唐楼は早くは19世紀中葉には香港にあり、当時の唐楼は2〜3階建て、幅15ft（約4.5m）、青磚（青レンガ）でできており、屋根材は木材を組んだ上に瓦を葺いていた。唐楼の脇には木製の階段があり、各階を結合していた。中には幅2ftの鉄製の騎楼（アーケード）を設けたものもあった。
19世紀末期から、香港の唐楼は一般に3〜4階建てとなり、各階の高さは4m、幅5mとなった。デザインの面でも、煉瓦造りの支柱で支えられた騎楼が唐楼前方にある歩道に張り出すようになった。この様式は1920年代から広州に伝わり、以降「広州式騎楼」と呼ばれるようになる。
1930年代になると、レンガに変わってコンクリートが唐楼の主要建材となった。現在、特に九龍に残る唐楼は、このCR造による唐楼である。

#### 戦後

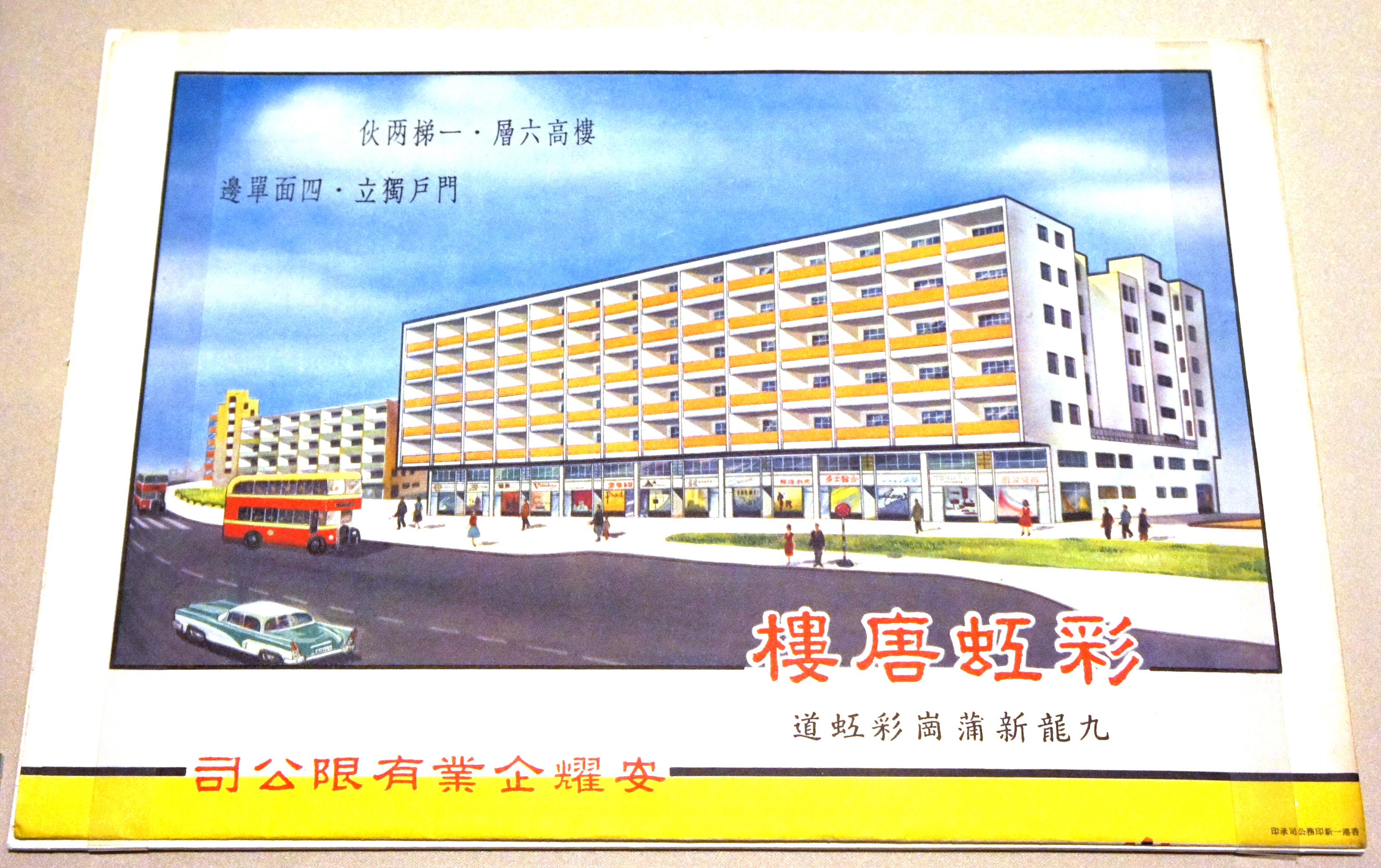
1960年代香港唐楼の物件案内書。当時一般的だった唐楼の特徴として「樓高六層，一梯兩伙。門戶獨立，四面單邊」と書かれている（香港歷史博物館所蔵）

第二次世界大戦後、香港では人口が急速に増加し、住宅不足が深刻になり、多くの唐楼は元の部屋を間仕切りして貸し出した（板間房）。通常こうした板間房では、「包租公」または「包租婆」と呼ばれる借主の一人を代表者として「包租」、賃貸料の支払いを取りまとめた。包租者は部屋の所有者に毎月決まった家賃と、水道代や電気代も支払う義務を負った。唐楼の部屋は転貸用に仕切られ、通常は少なくとも「騎楼房」（頭房（一等室）とも呼ばれ、広くて採光がよい）、中間房、尾房に分けられた。そして多くの場合、台所やトイレがの上にはロフトである「閣仔（閣樓）」が作られ、こちらも貸し出された。また、「床位（ベッドスペース）」に細分化された部屋も存在した。
このような理由から、唐楼は香港法例第123F章「建築物（規劃）規例」第46条に基づき、「複数の借家人または転借人が使用することを意図または適合された居室がある家屋」と定義されており、これは現在も施行されている。

### 名称と定義
「唐楼」の香港的における定義は、所有者や住人が華人であるか否か、あるいは建築の形態やデザインとは無関係である。
香港大学建築学部、DOCOMOMO香港分会会長の朱慰先博士は、「唐楼」という言葉は1880年代になって現れたものであると指摘する。

#### 洋楼との違い
地契條款
- 「洋楼」と「唐楼」の定義の違いは借地条件にある。洋楼は、独立した居住者または賃借人のみが使用でき、居住目的のみに使用できるのに対し、唐楼は、賃貸用に小区画に分割することができ、居住目的と商業目的を混合して使用することができる。

部屋の数
- 香港中文大学建築文化遺產研究センターのプロジェクト・ディレクターである呉韻怡によると、唐楼の多くは間仕切りがあまりなく、自由度が高いのに対し、洋楼の多くは建築時に部屋数を多く作られており、家政婦など労働者が利用するための階段である「妹仔梯」が設けられているという。衛生面では、ほとんどの唐楼にはトイレがなく、倒夜香（屎尿回収業）に頼っていたのに対し、洋楼には水洗トイレがあった[2]。

#### 騎楼の由来

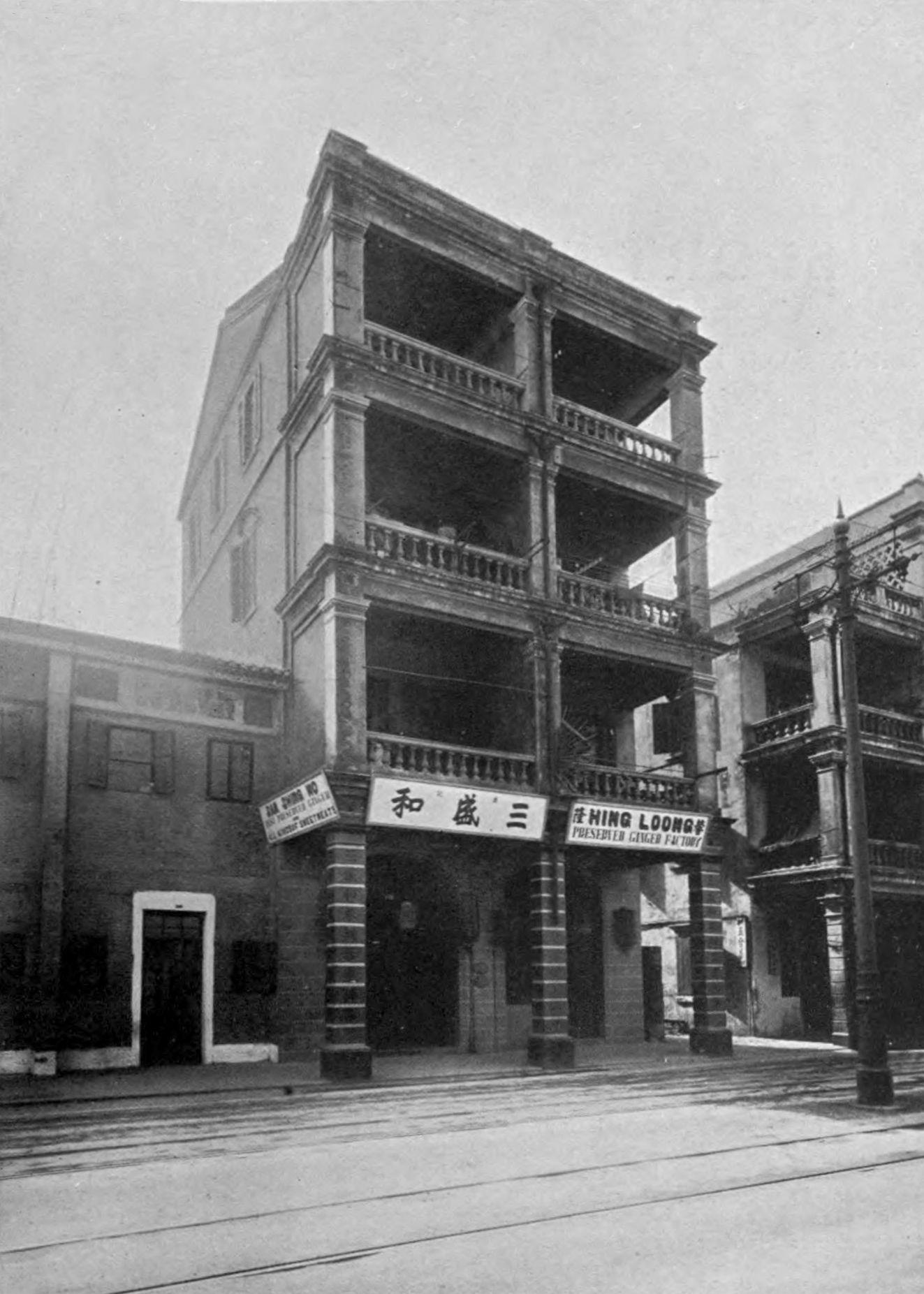
20世紀初頭の典型的な唐楼における騎楼設計

香港唐楼の大きな特徴の一つとして、騎楼が挙げられる。多くの場合「広州式騎楼」の範疇に扱われるが、香港騎楼が広州に由来するかについて、建築史学者の間で未だ定説はない。
広州式騎楼は公式には1920年代になって現れたとされ、ある研究では香港の騎楼群はその前世紀、19世紀末の写真に既にその姿が確認できるとする。

### 異なる時期の唐楼
香港の唐楼は、主に植民地時代に採用された建築物条例や建材、建築技術によって4世代に区分できる。
- 第一代（約1841－1900年）：ヴィクトリアン
- 第二代（約1901－1930年）：エドワーディアン
- 第三代（約1930－1941年）：二次大戦前モダニズム
- 第四代（約1945－1970年）：戦後モダニズム

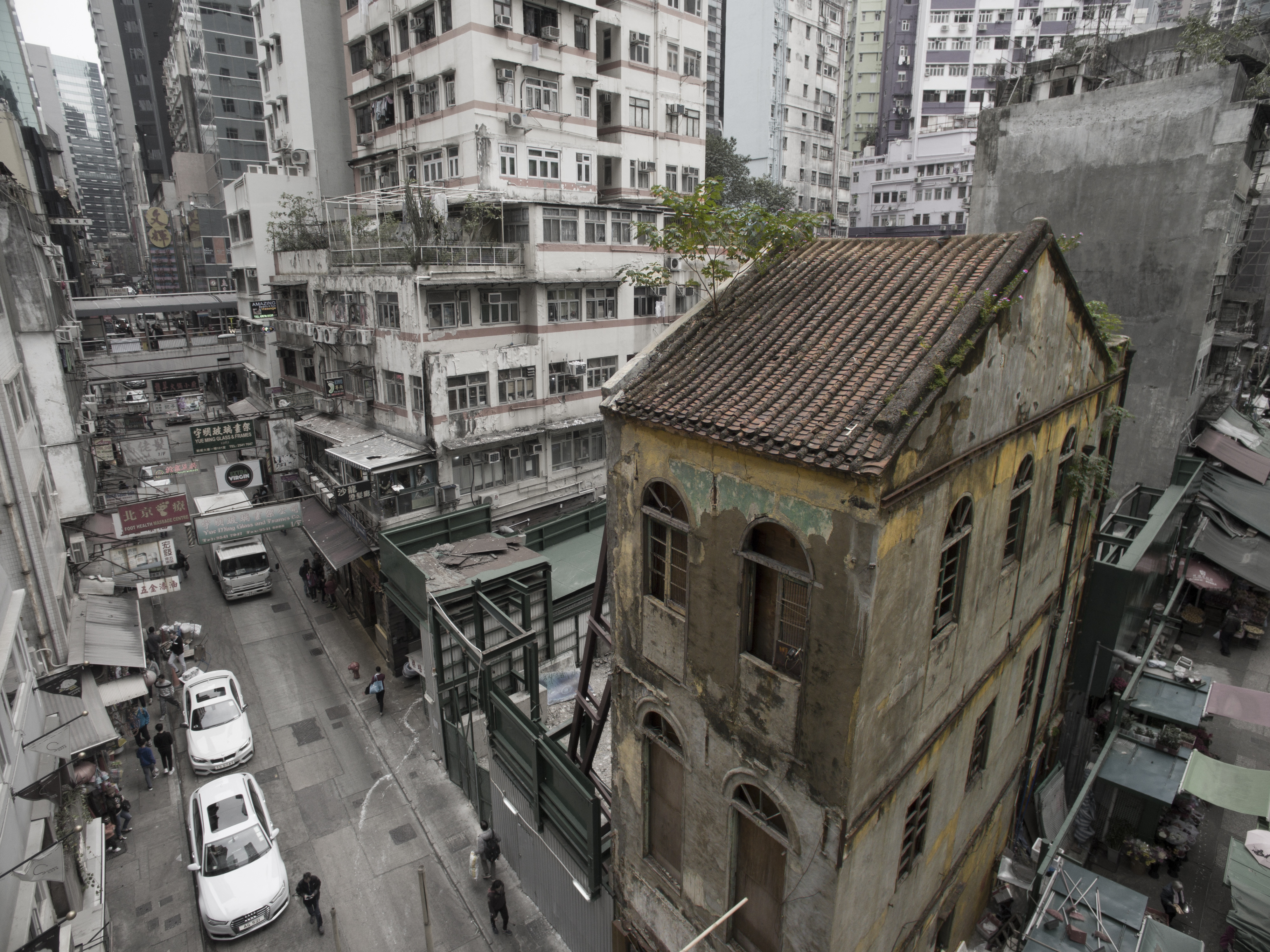
第一代：建於1884年的永和號
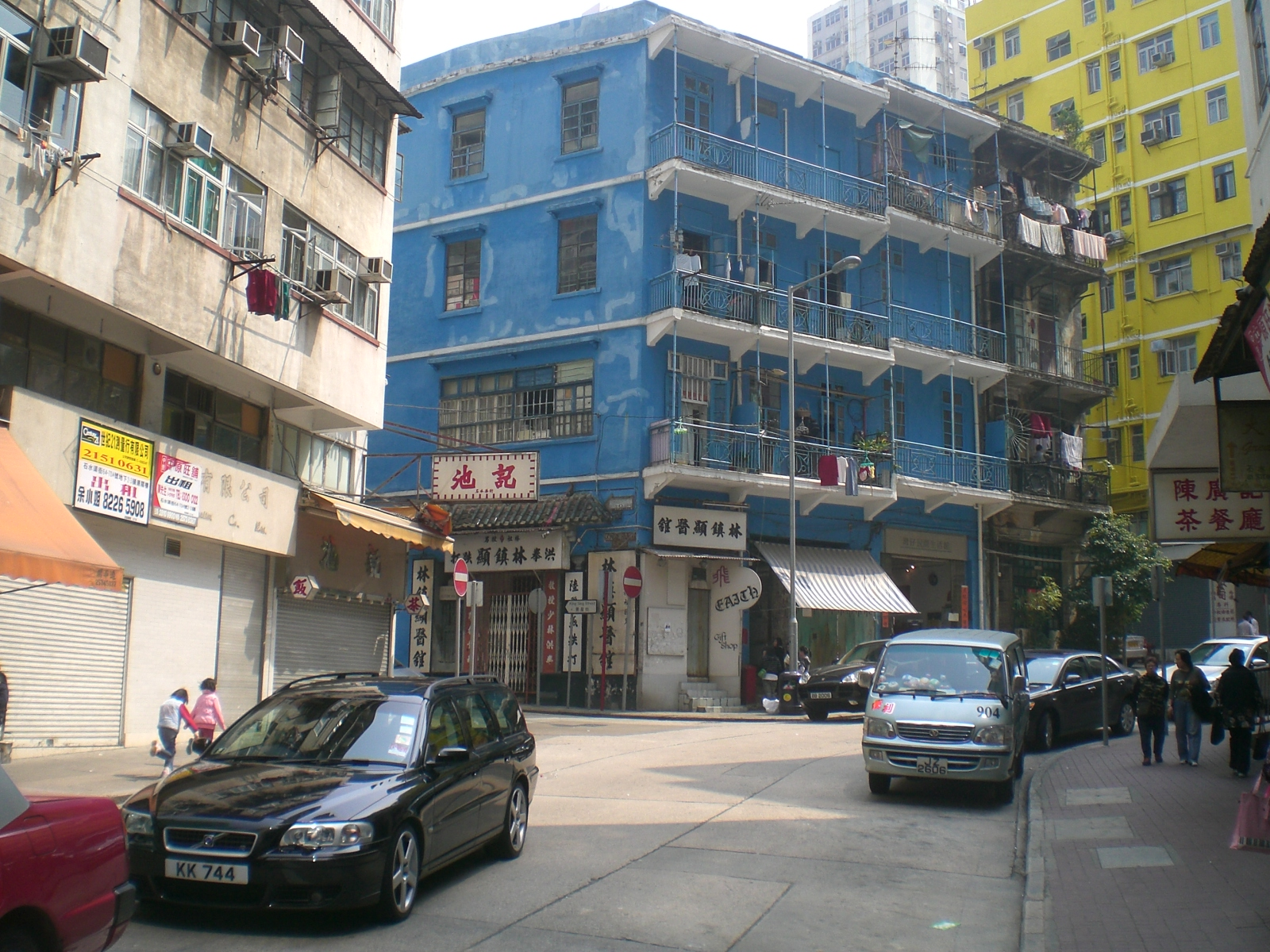
第二代：建於1925年的藍屋
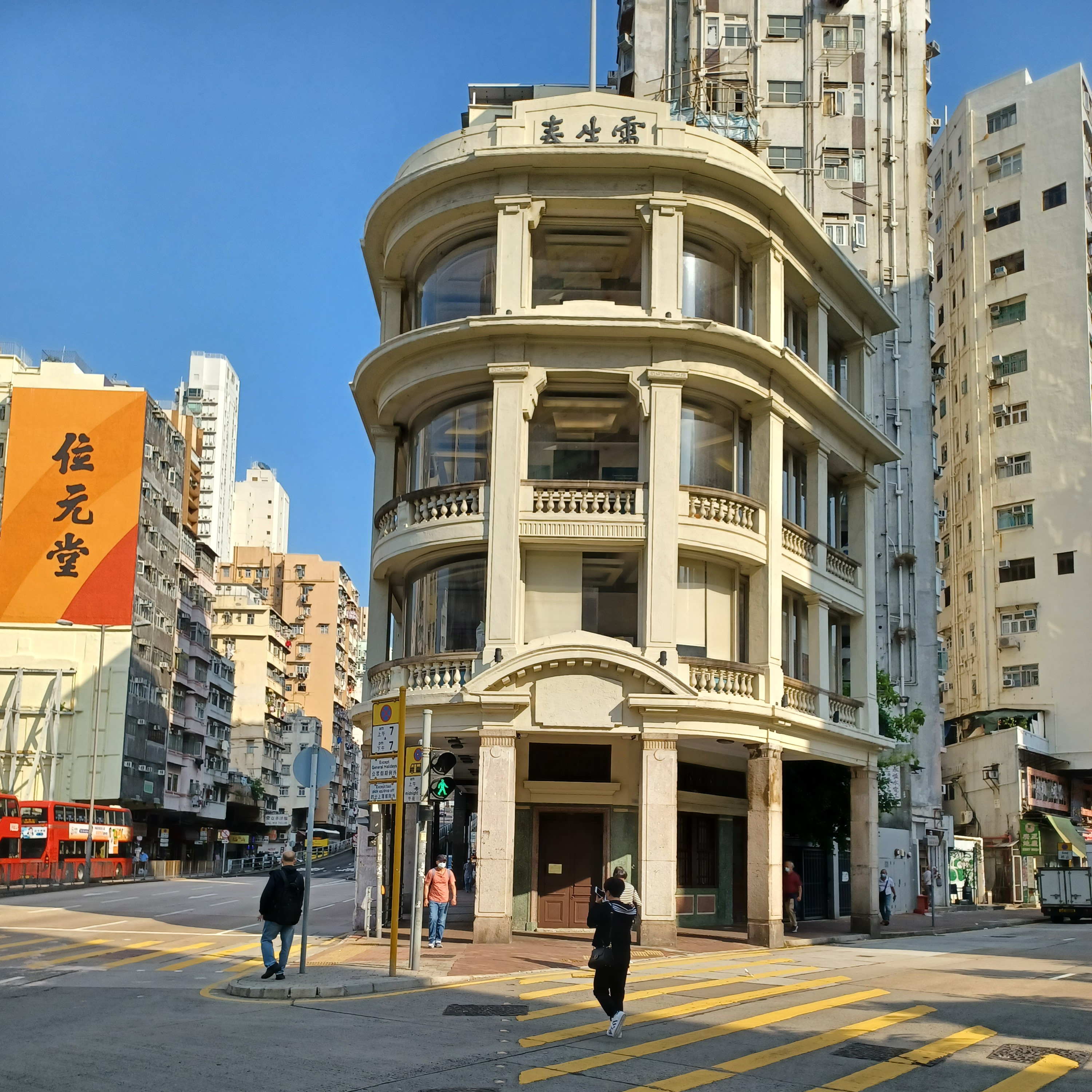
第三代：建於1931年的雷生春
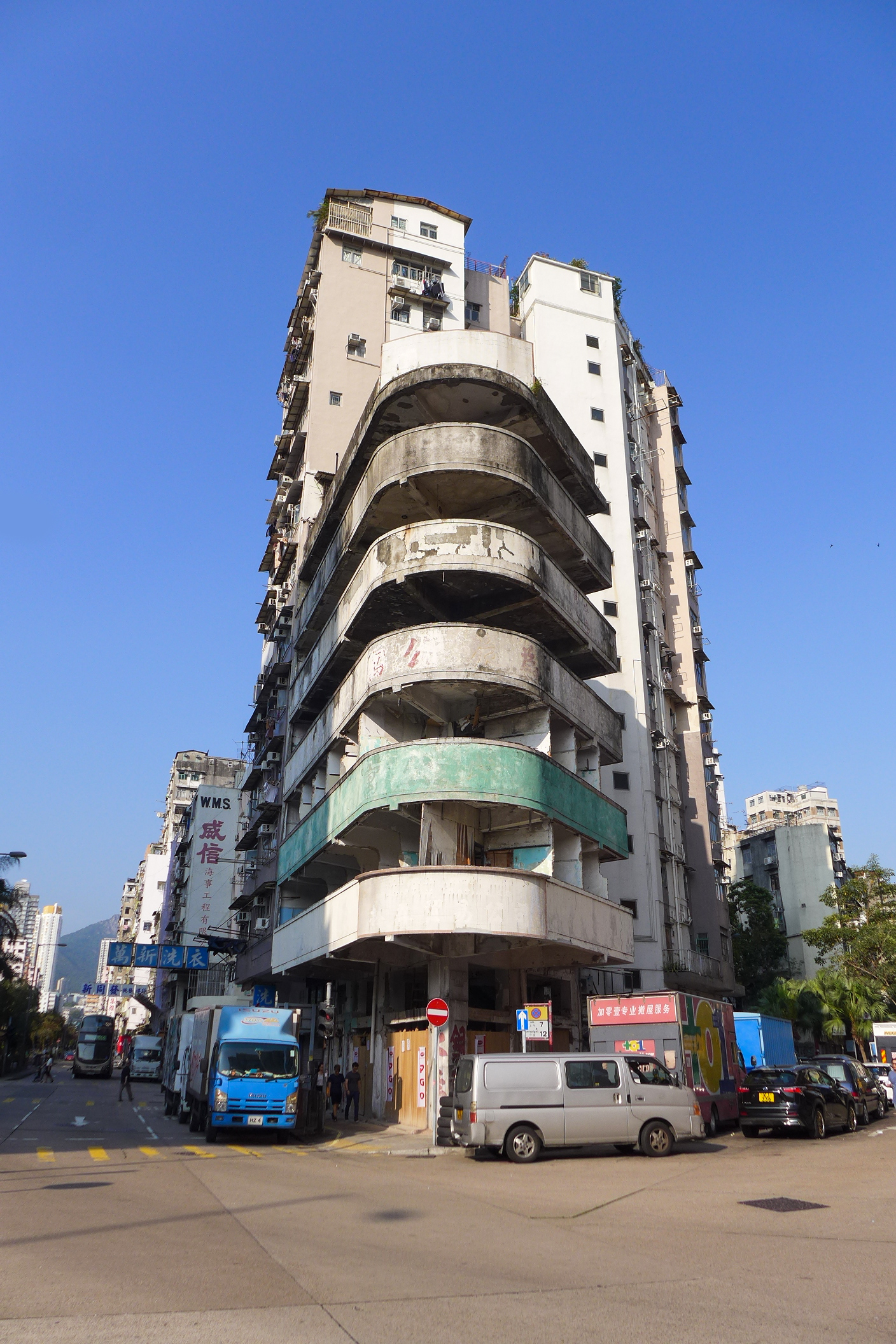
第四代：建於1957年的為群公寓

### 唐楼の類型

#### 構造
- 背靠側（他の建築物の側面に連続するもの。現存するのは1棟のみ[5]）と背靠背（背中合わせに連続して建設するもの。現存は1棟のレンガ壁遺跡のみ[6]）
  - 背靠側唐楼：威靈頓街120號「永和號」
  - 背靠背唐楼：吉士笠街2號至10號および閣麟街2號至33號の、10軒の背靠背唐楼壁面の遺跡（屬1903年香港頒佈《公共衛生及建築物條例》前之建築方式[7]）

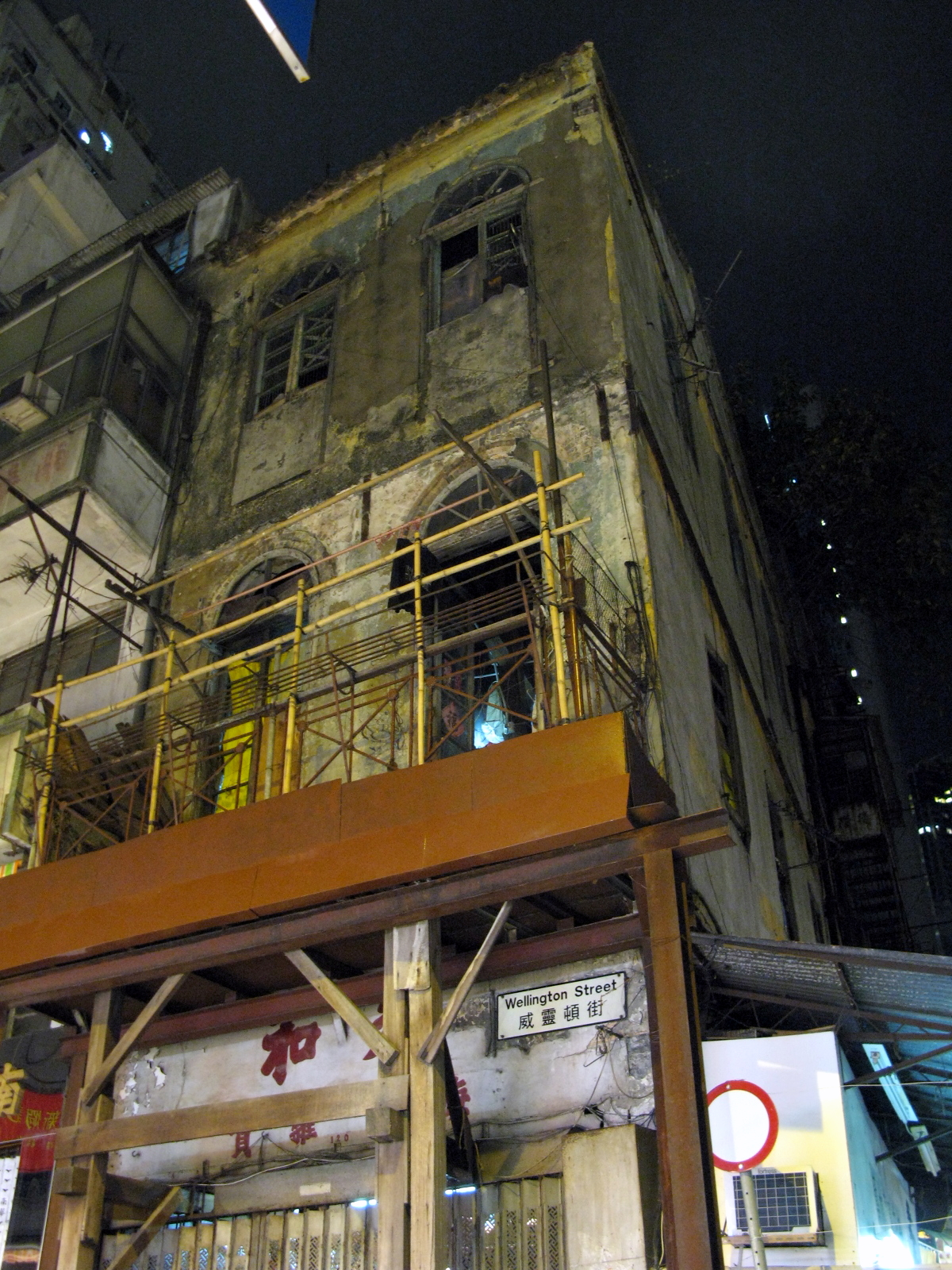
香港で現存唯一の背靠側唐楼である永和號
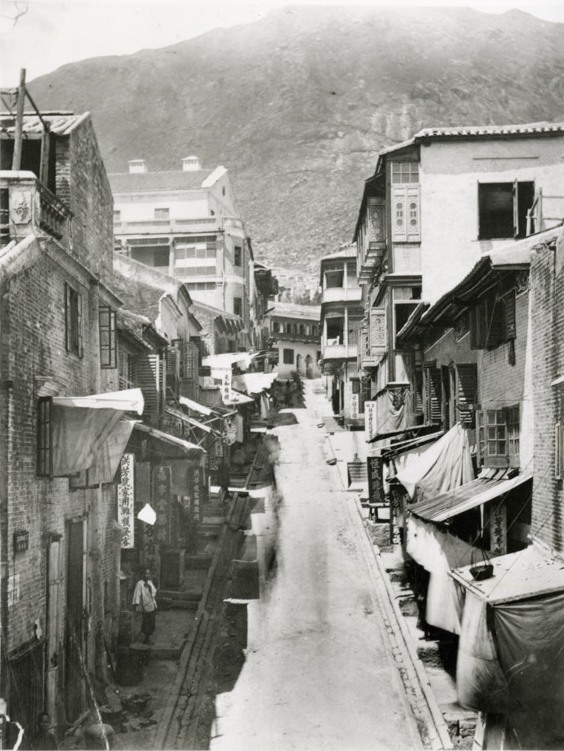
1870年閣麟街，現在は背靠背の遺跡のみが残る

#### 戦前期の角地唐楼

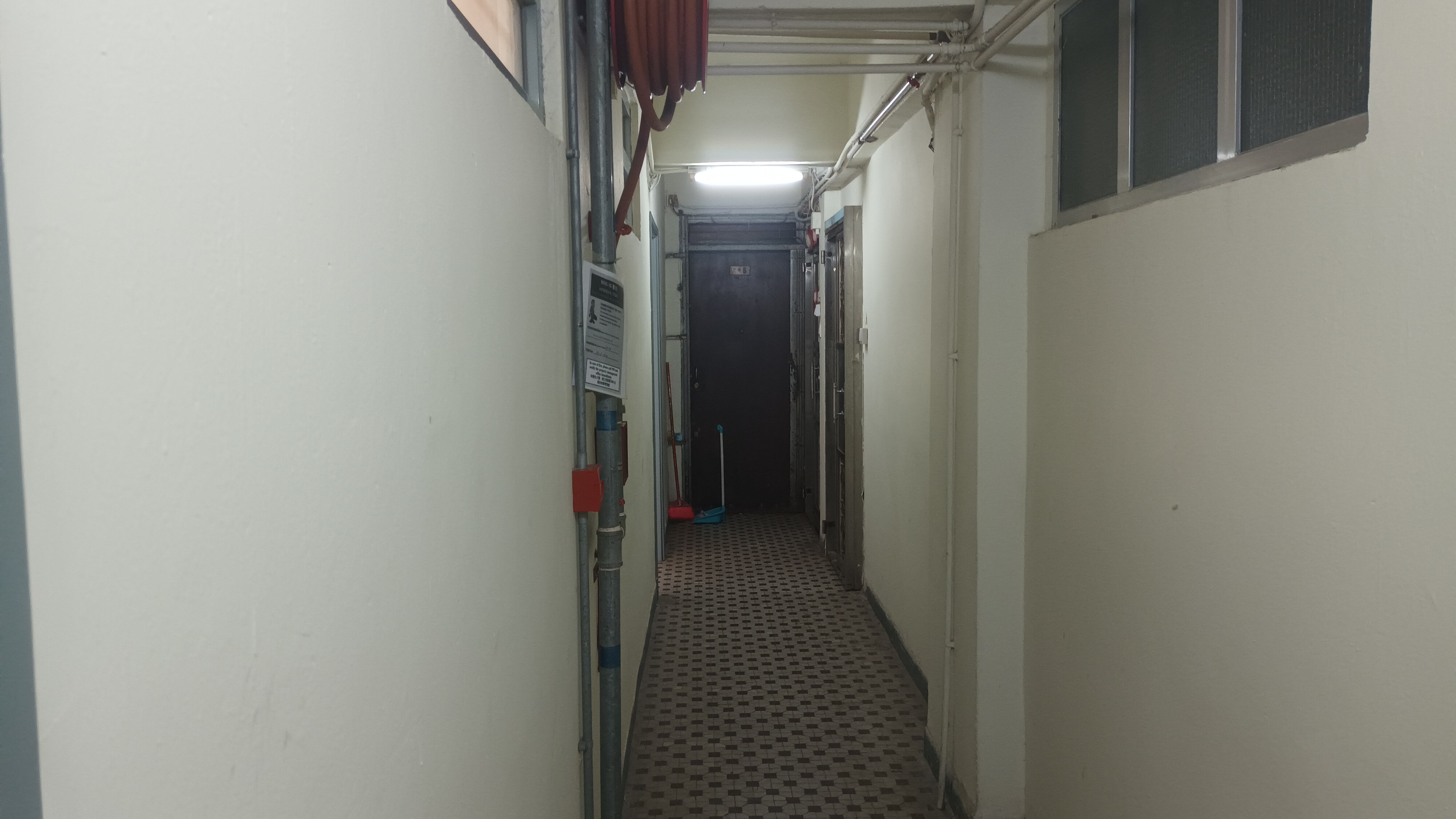
一幢香港唐樓的走廊

- 一幢香港唐樓的走廊直角のもの（直角轉角唐樓、現存6棟[8]）と隅角部がアールを描くもの（弧型轉角唐樓、現存3棟[9])（洋楼である太子道西177及179號および太子道西190至220號は含まない[10]）
  - 直角：史釗域道6號、德輔道西207號、皇后大道西1號、彌敦道190號、廣東道578號、北河街58號
  - 角丸：雷生春、汝州街269及271號、青山道301及303號、同德押（解体済）

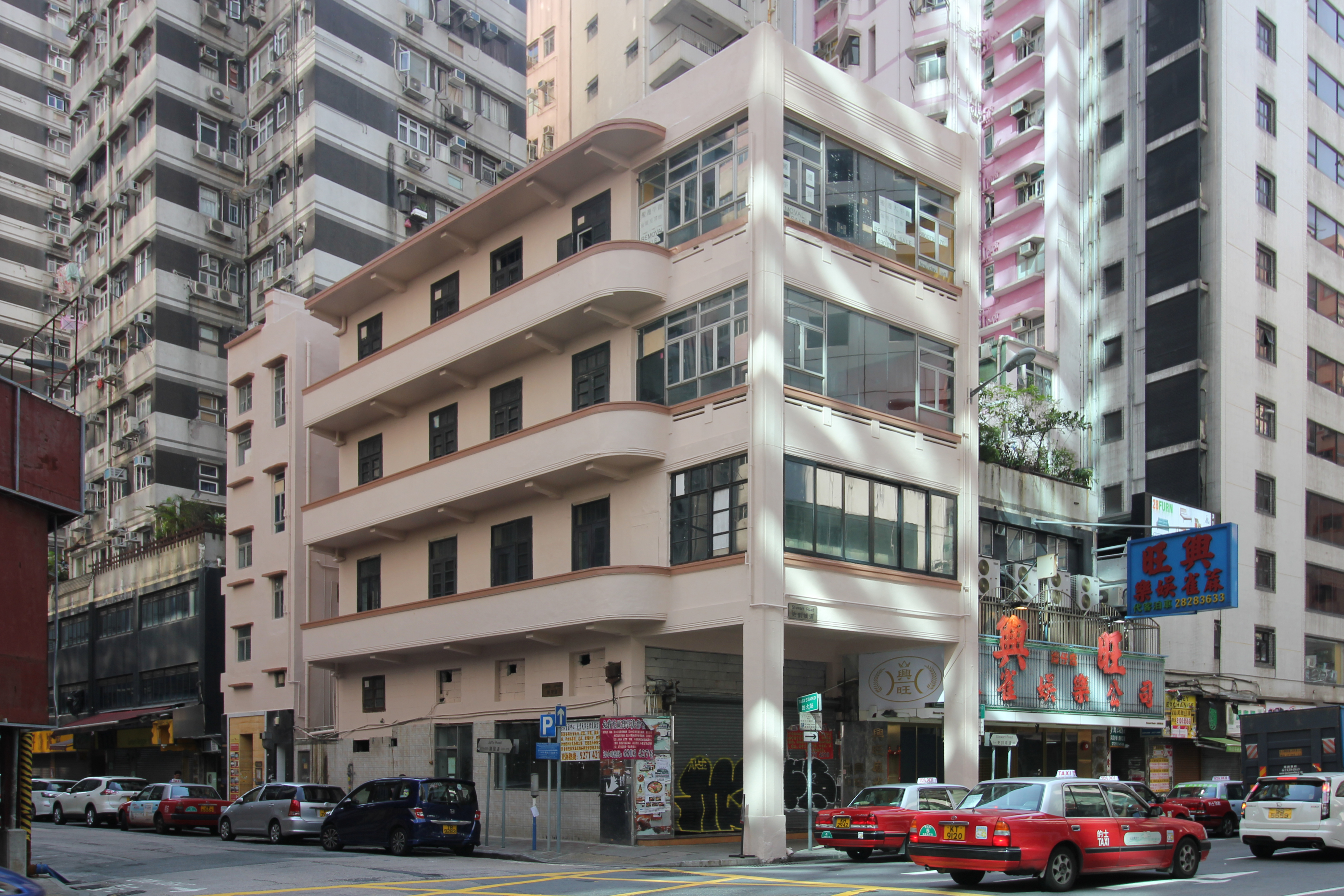
直角轉角唐樓である史釗域道6號
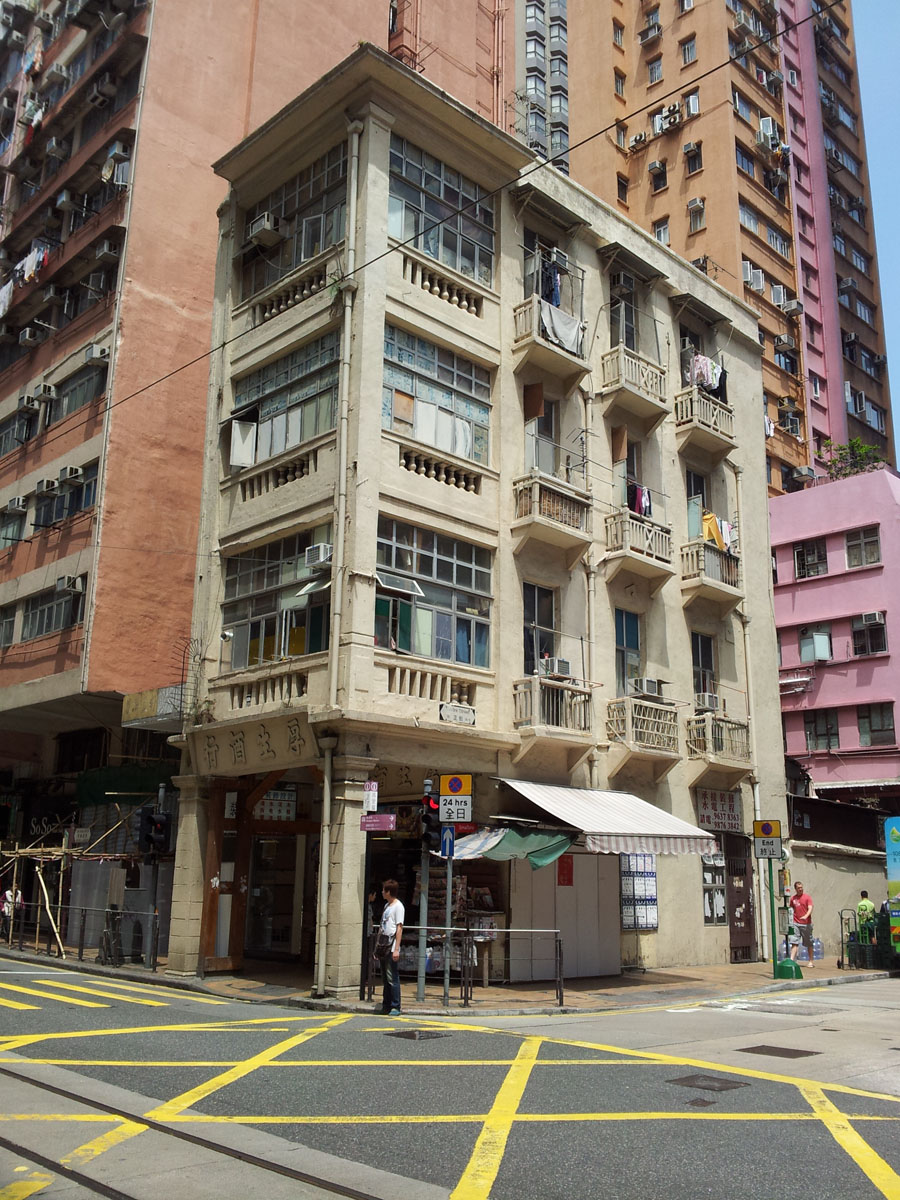
直角轉角唐樓である德輔道西207號
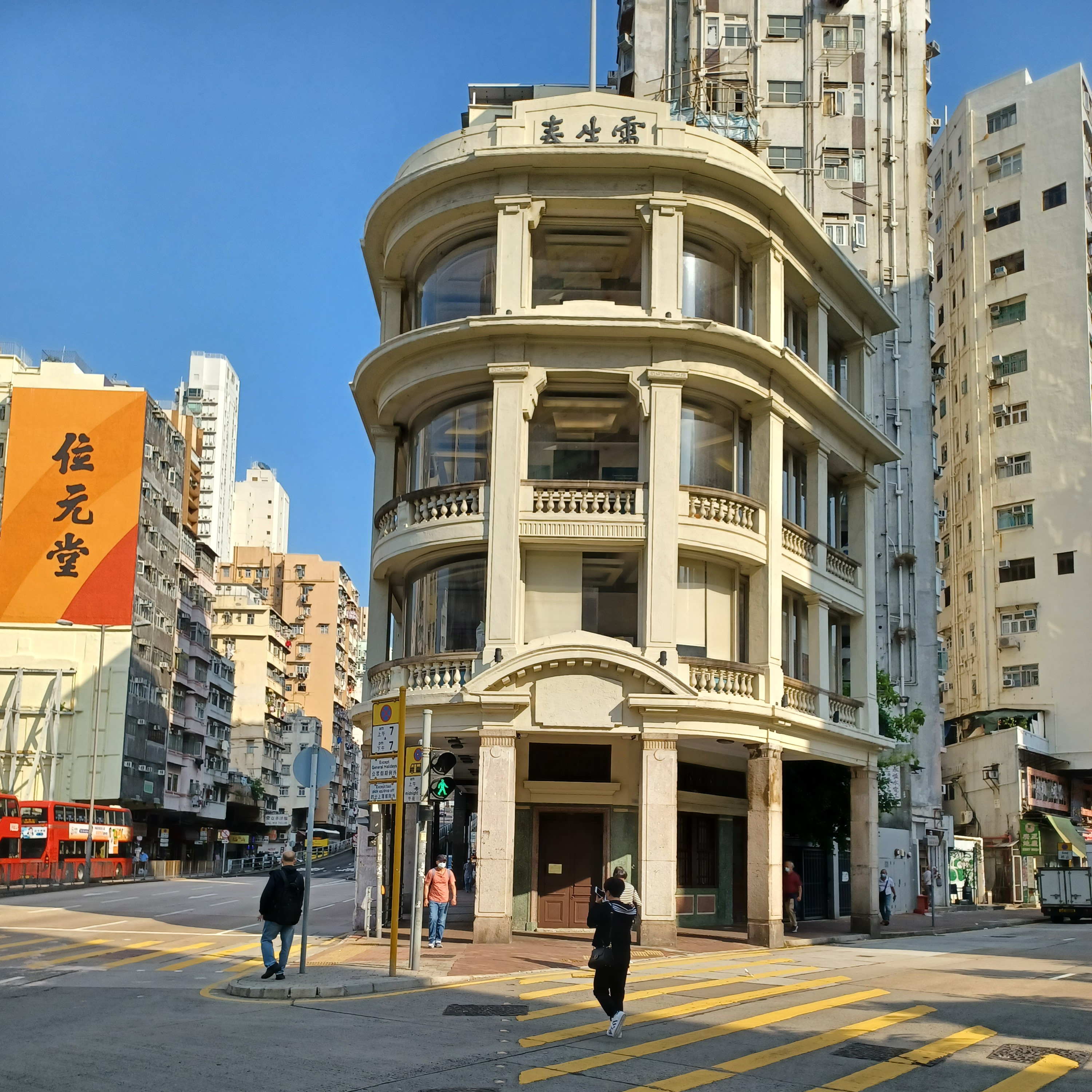
弧型轉角唐樓である雷生春
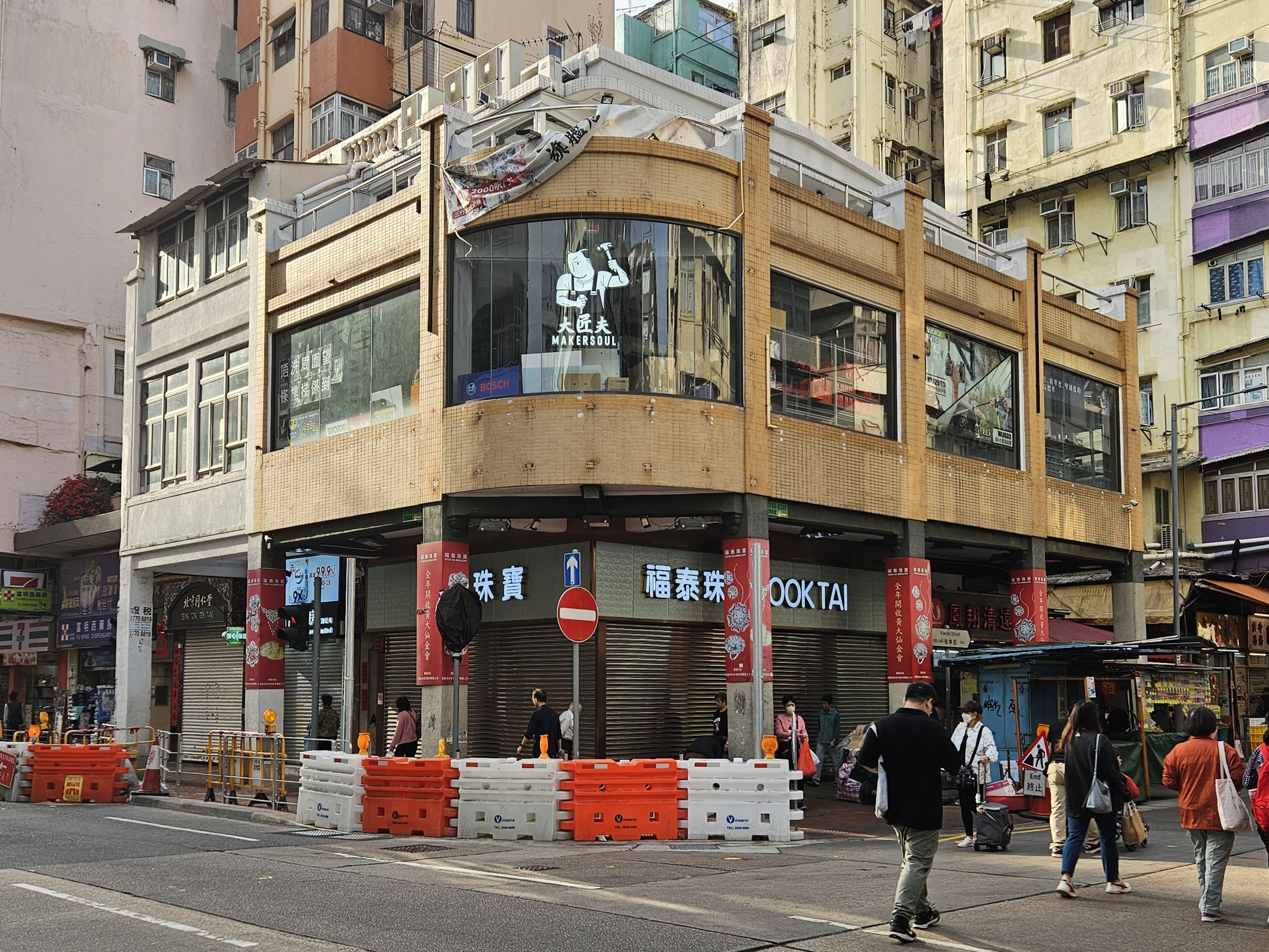
弧型轉角唐樓である汝州街269及271號
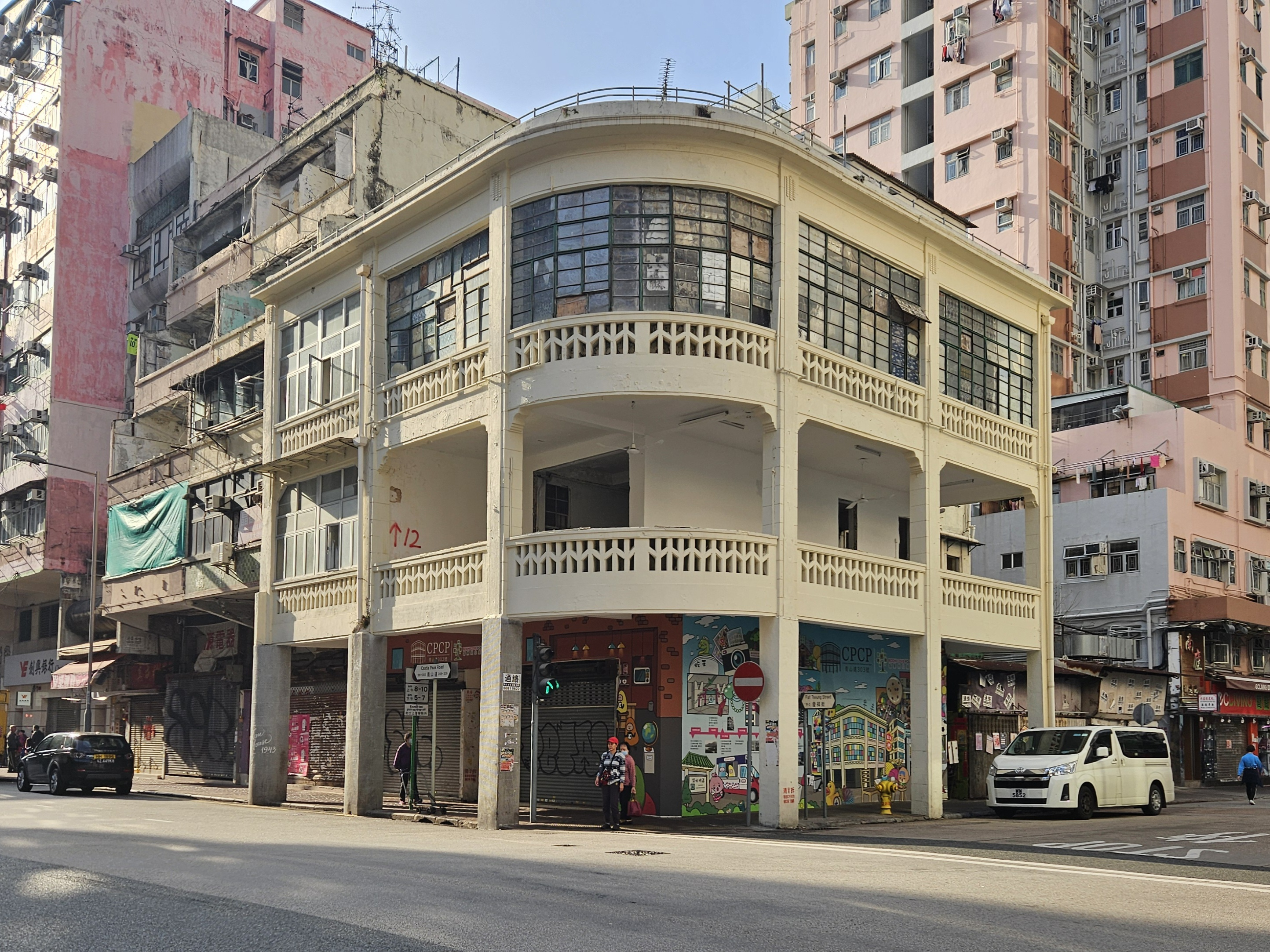
弧型轉角唐樓である青山道301及303號

#### 戦後の街角楼

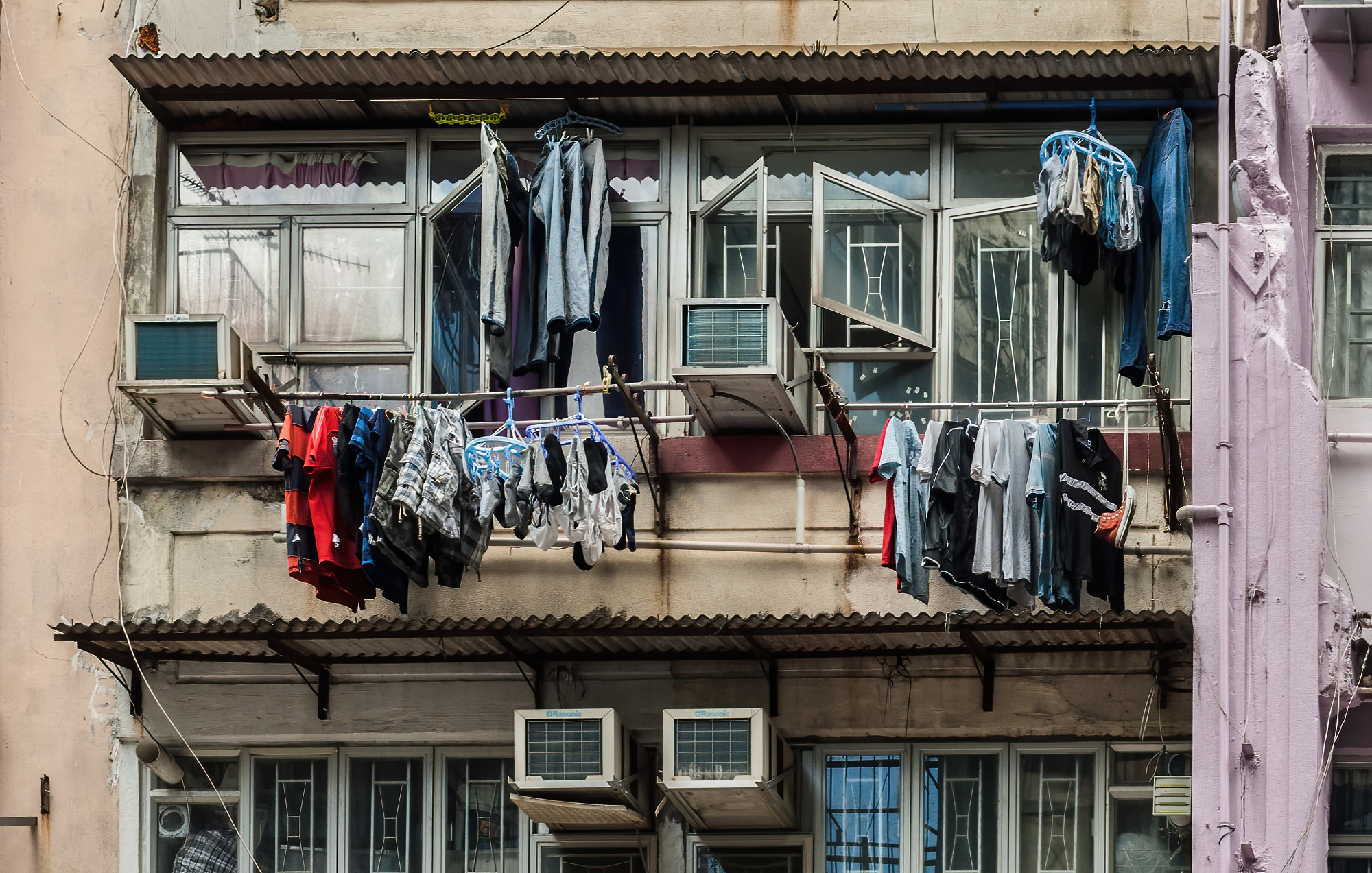
戦後唐楼によく見られるファサード（窓にはエアコンが取り付けられている）

- 隅角部がアールを描く隅丸（角丸）のデザインが特徴的で、20世紀初頭のモダニズムのシンプルなラインが用いられている

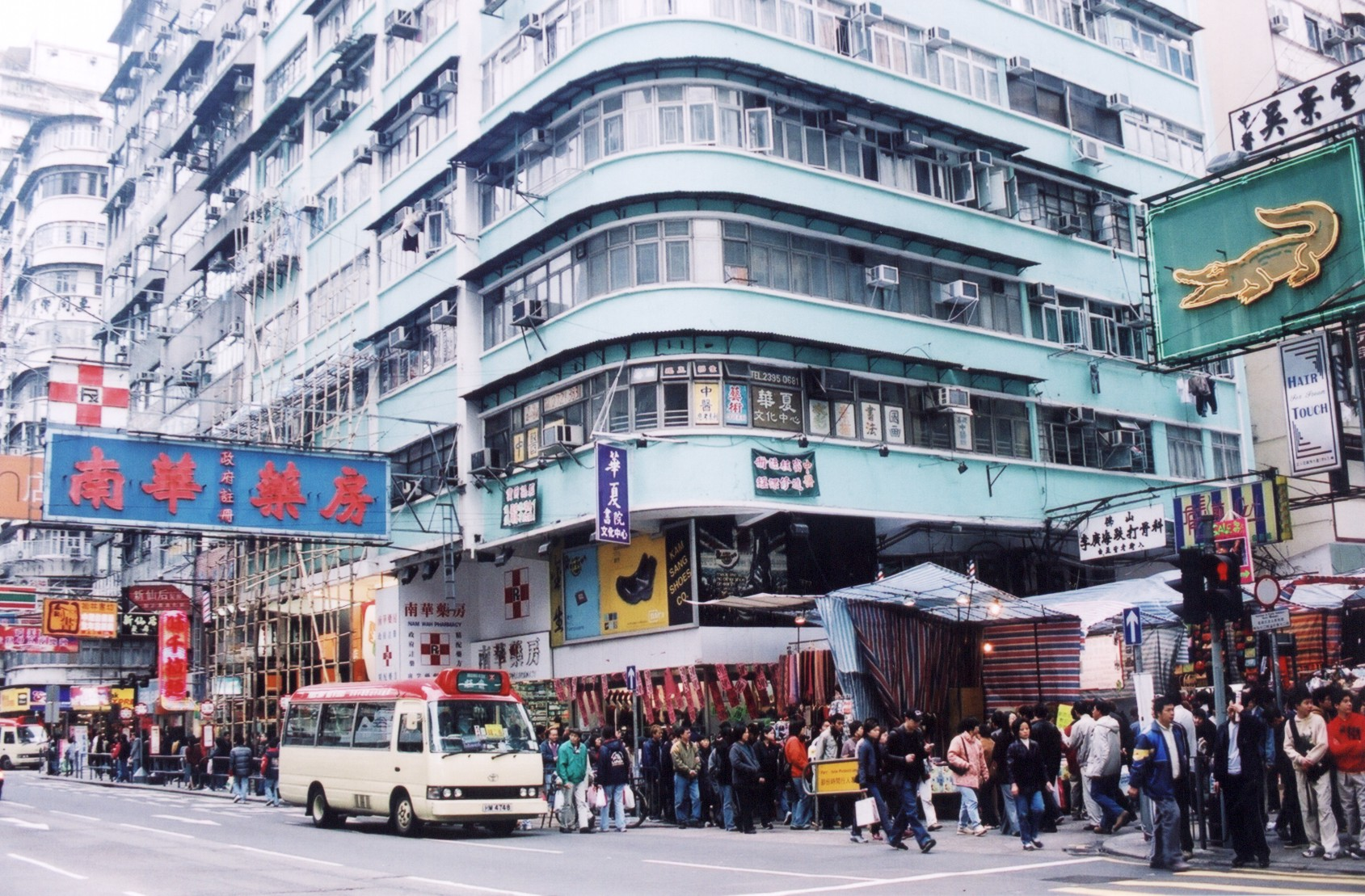
街角に面した隅丸（圓角）
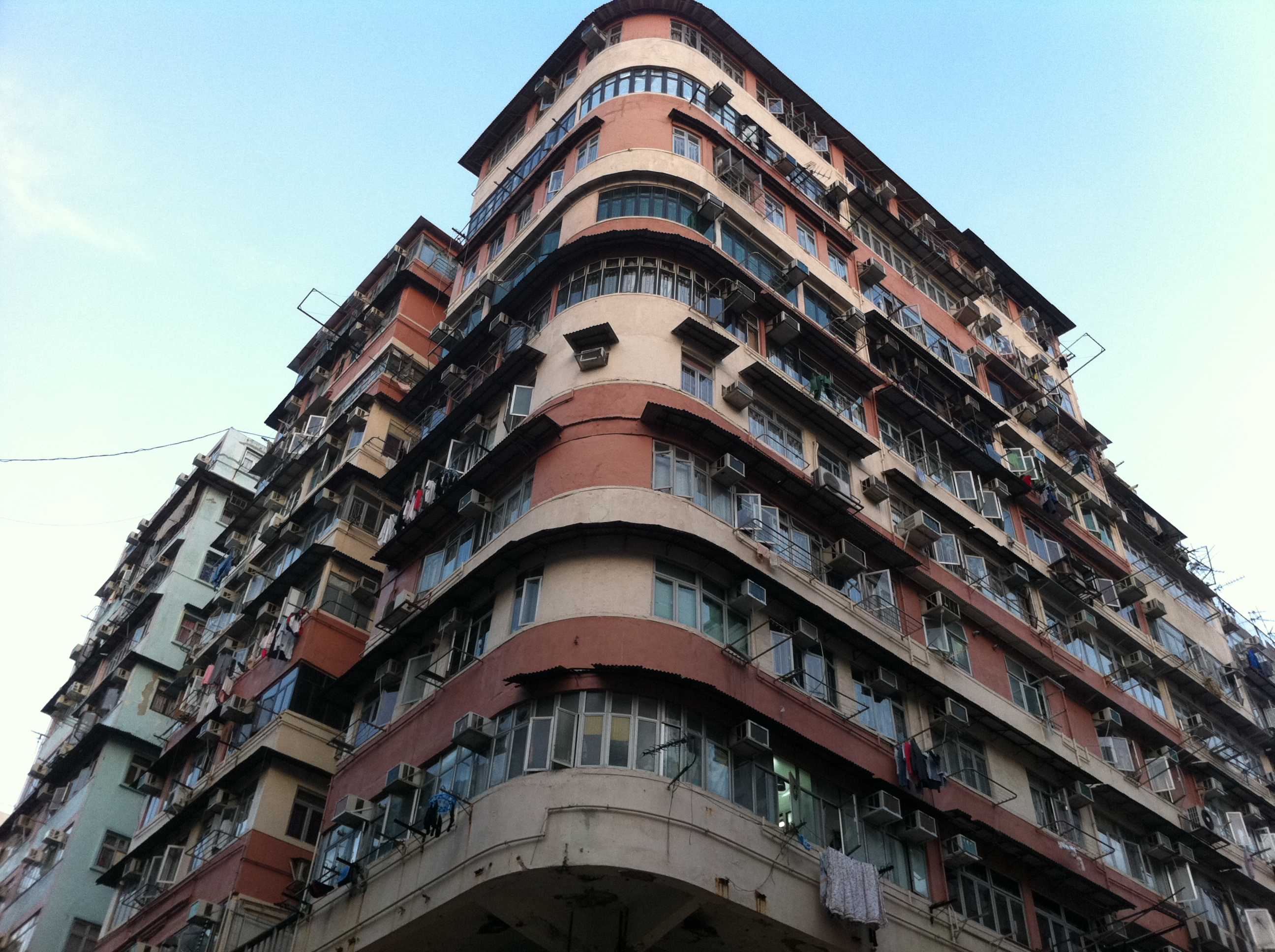
トタンによる庇がよく見られる
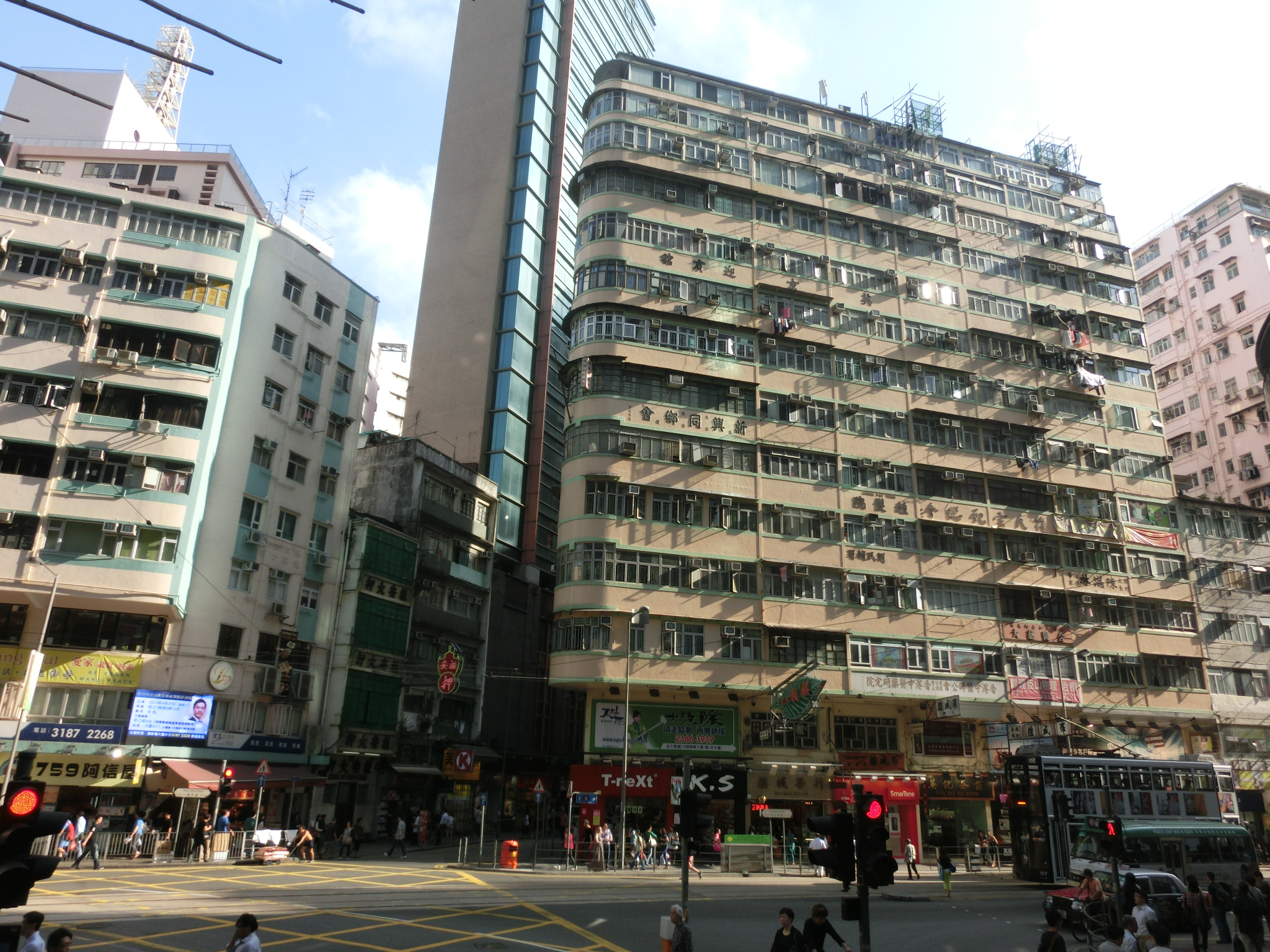
街影法（日照権についての法例）に適合するため、セットバックした高層階

#### 柱立式の騎楼を持つもの

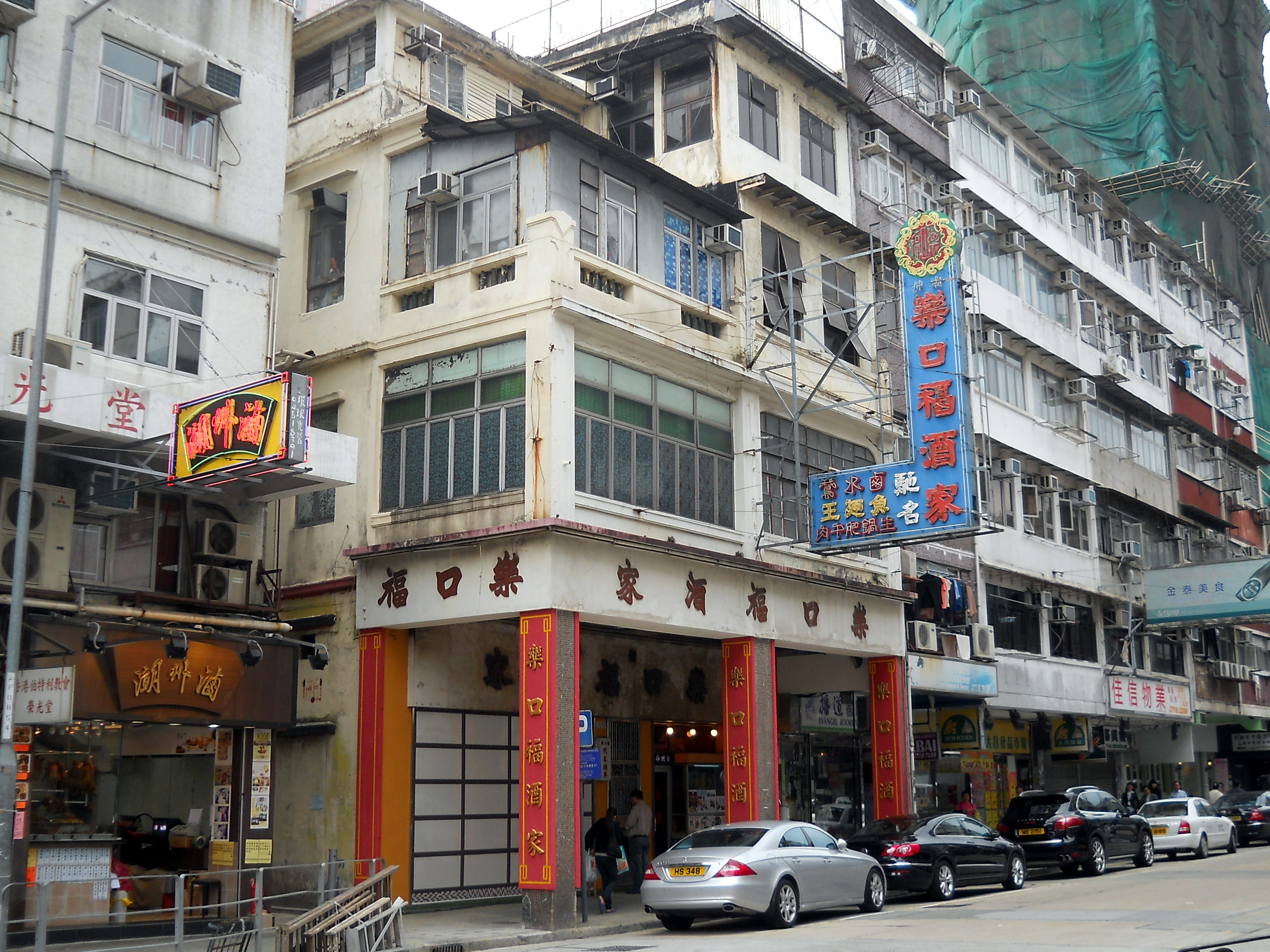
隣り合う騎楼同士で廊柱を共用
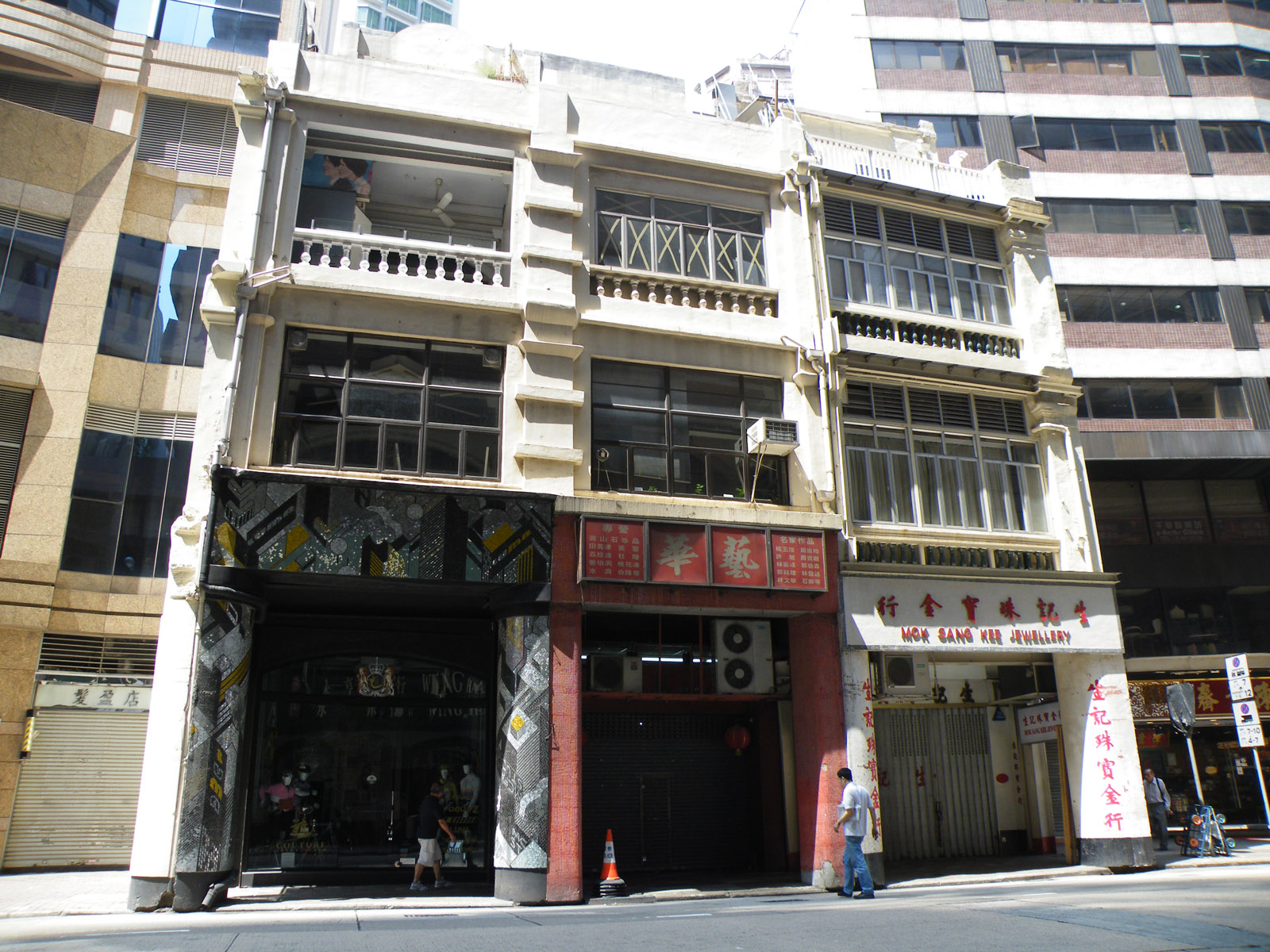
隣り合う騎楼同士で別々の廊柱
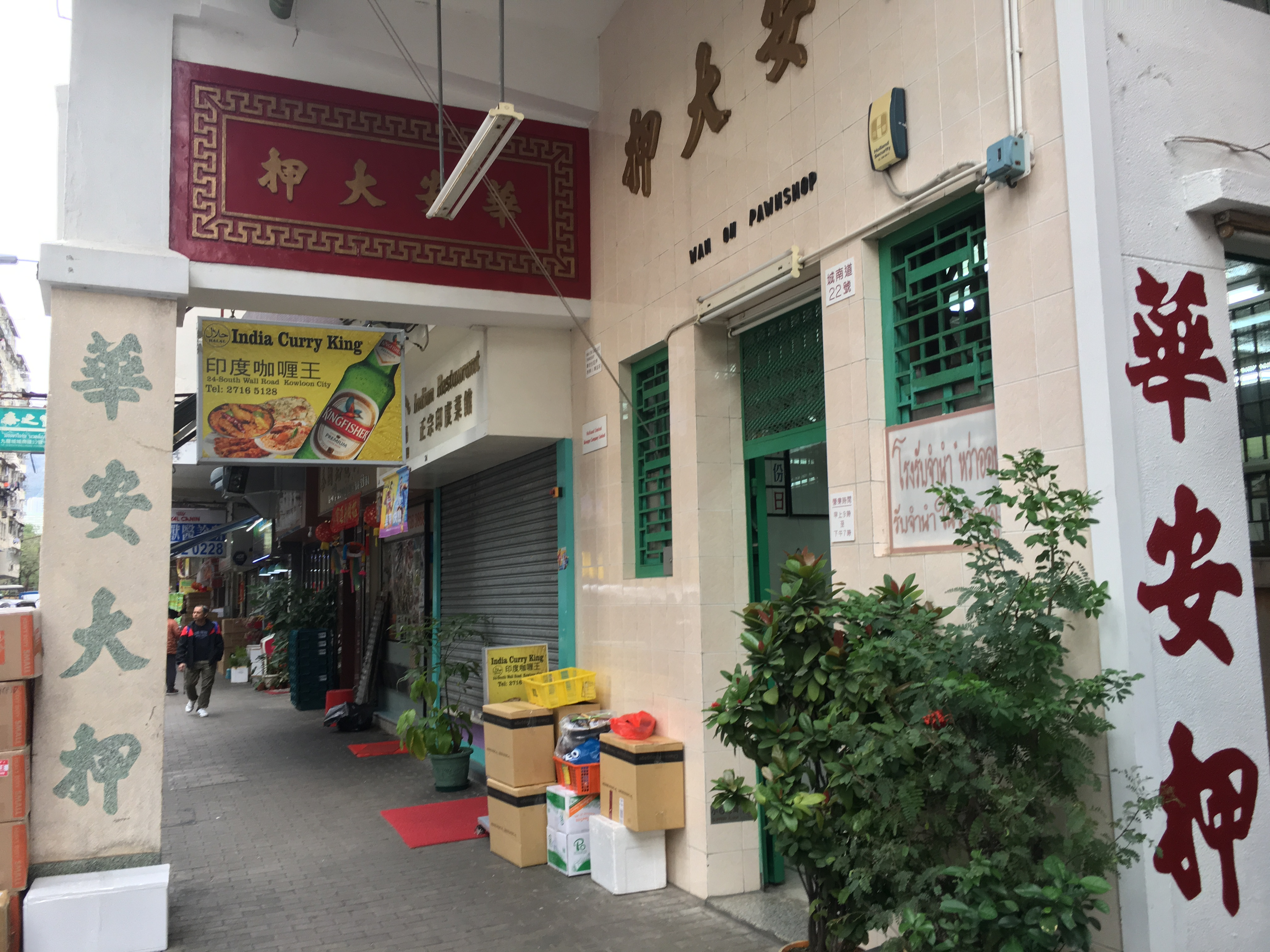
単脚騎楼の「孤児脚」

#### 騎楼あるいは露台を持つもの

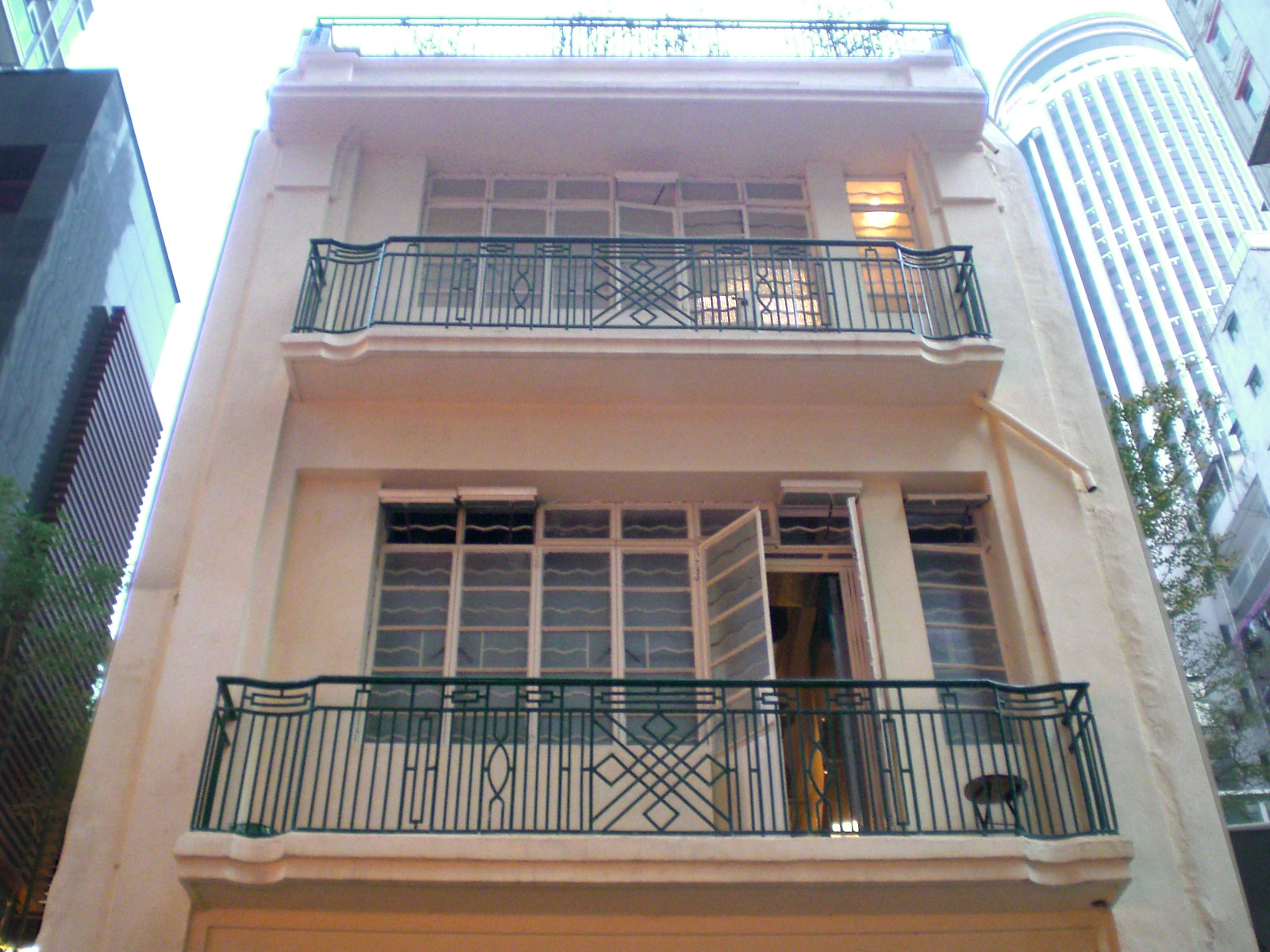
戰前唐樓灣仔船街18號的露臺欄杆裝飾

- 香港の唐楼では、歩道上に張り出した構造を全て「騎楼」と呼ぶことがあるが、両者の違いは柱で支えられているかどうかにある。柱があるものは「騎楼」、柱がないものは「露臺（ベランダ）」である[11]

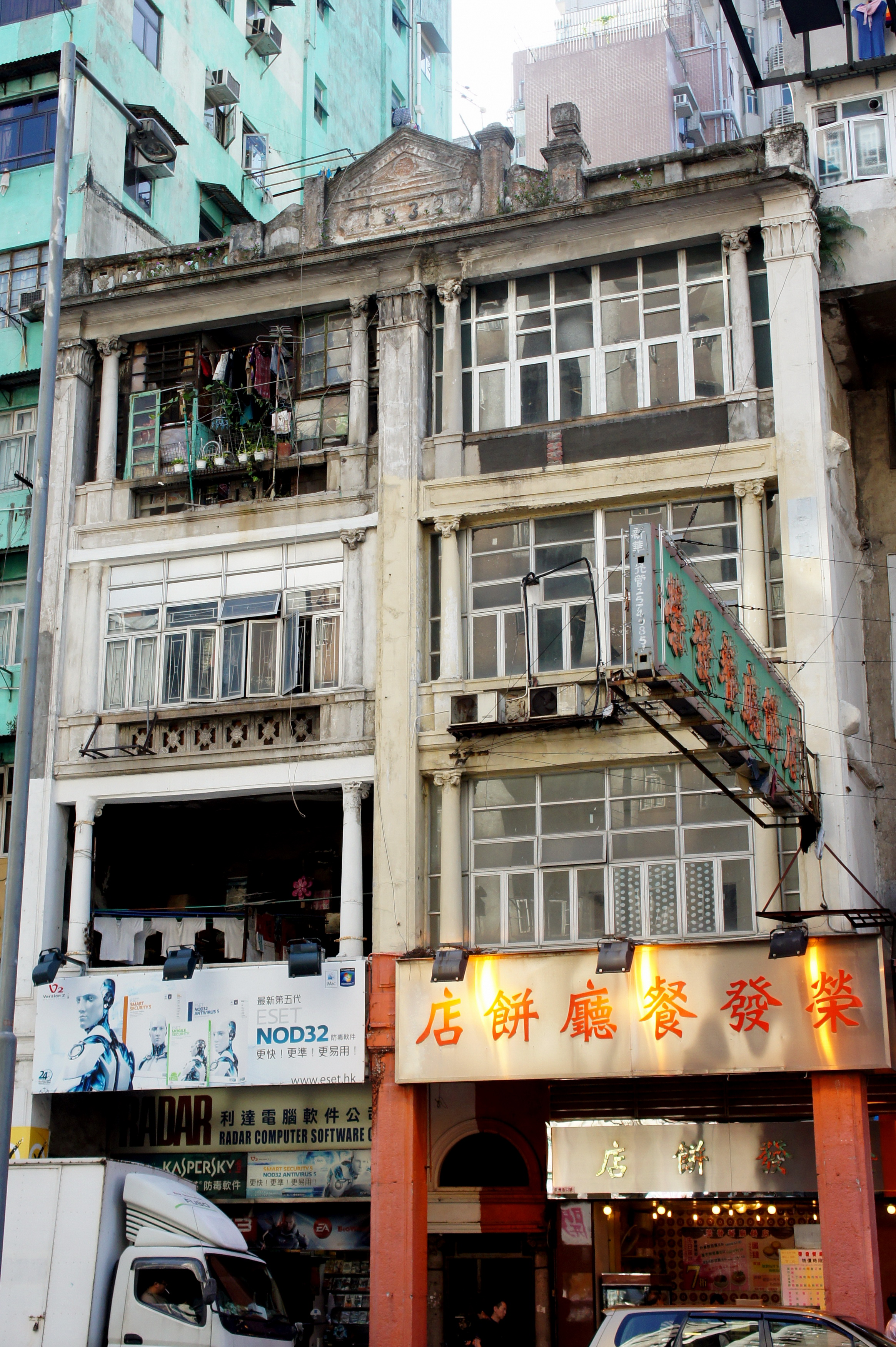
圍封騎樓と開通騎樓
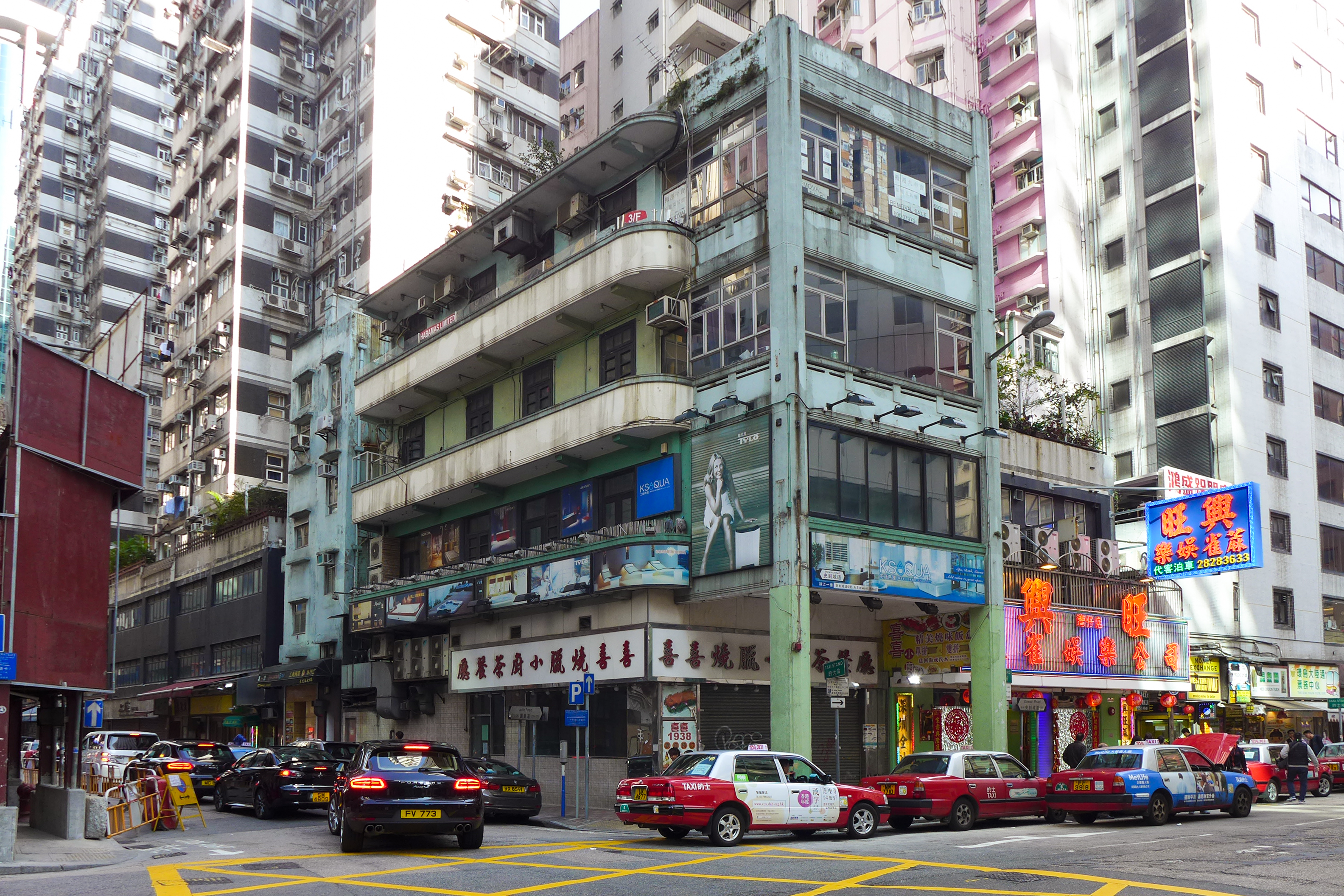
西洋式の連続ベランダ
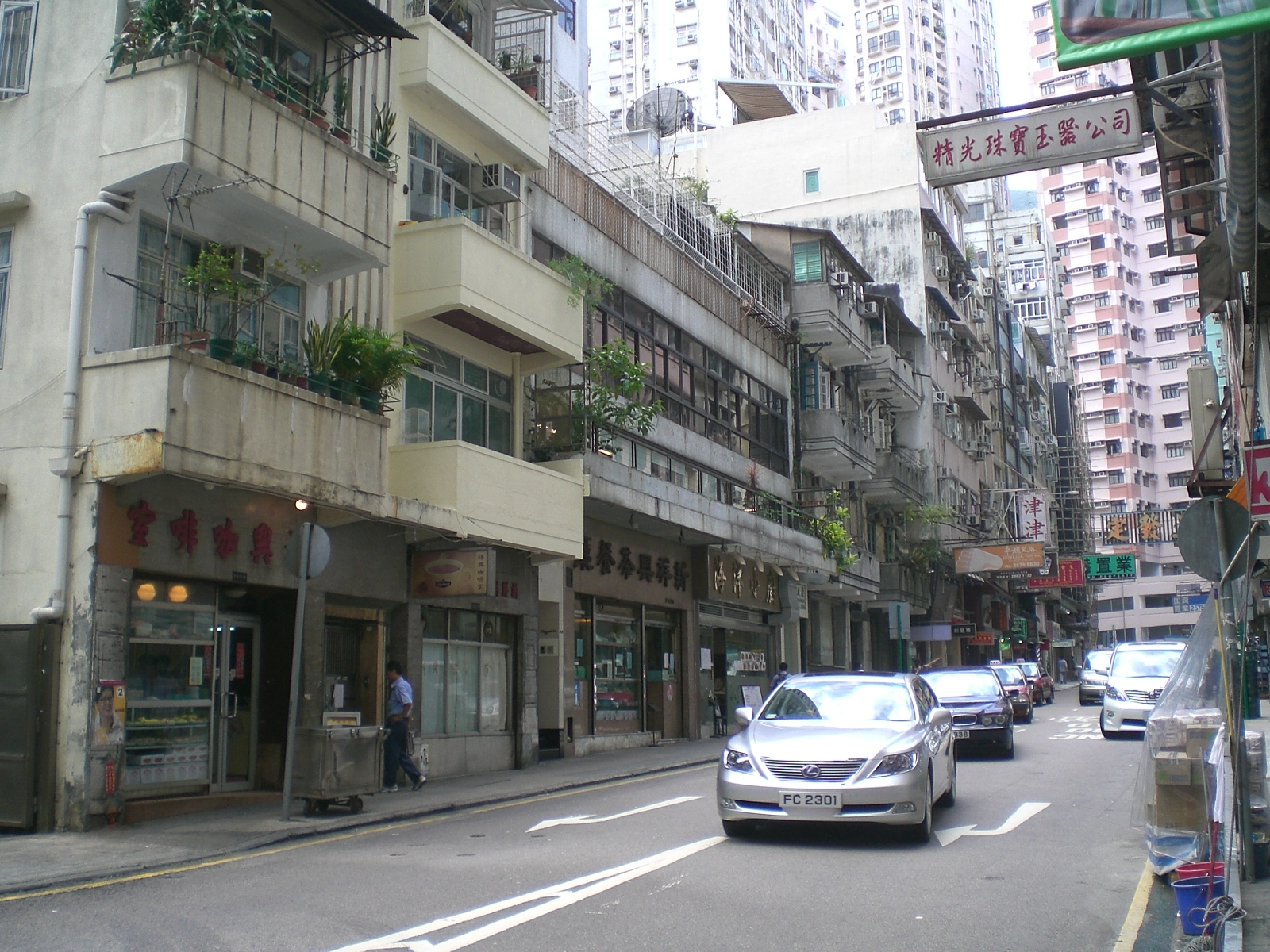
戦後唐楼のコンクリートベランダ

#### 唐楼群

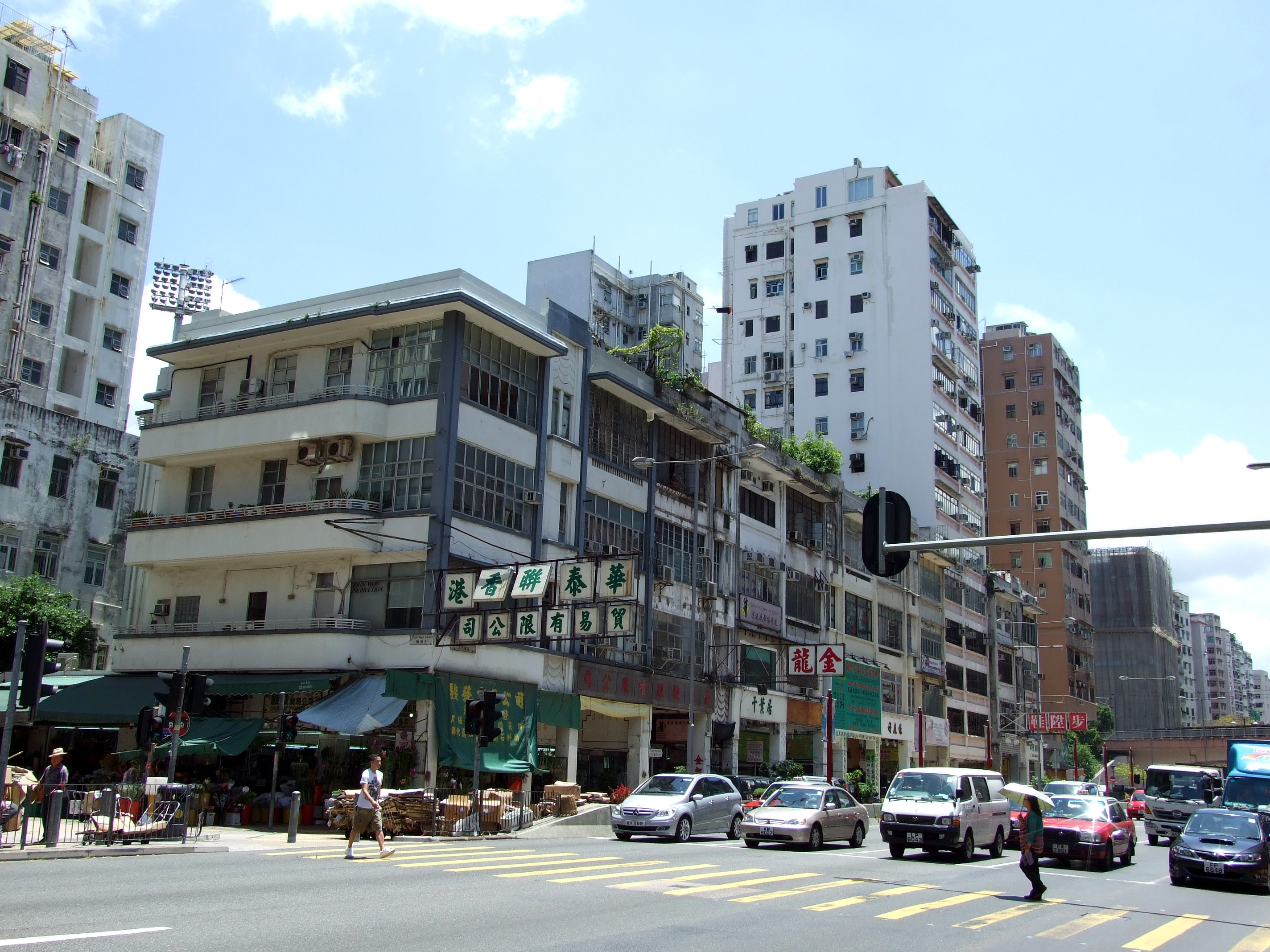
太子道西190-204及210-212號
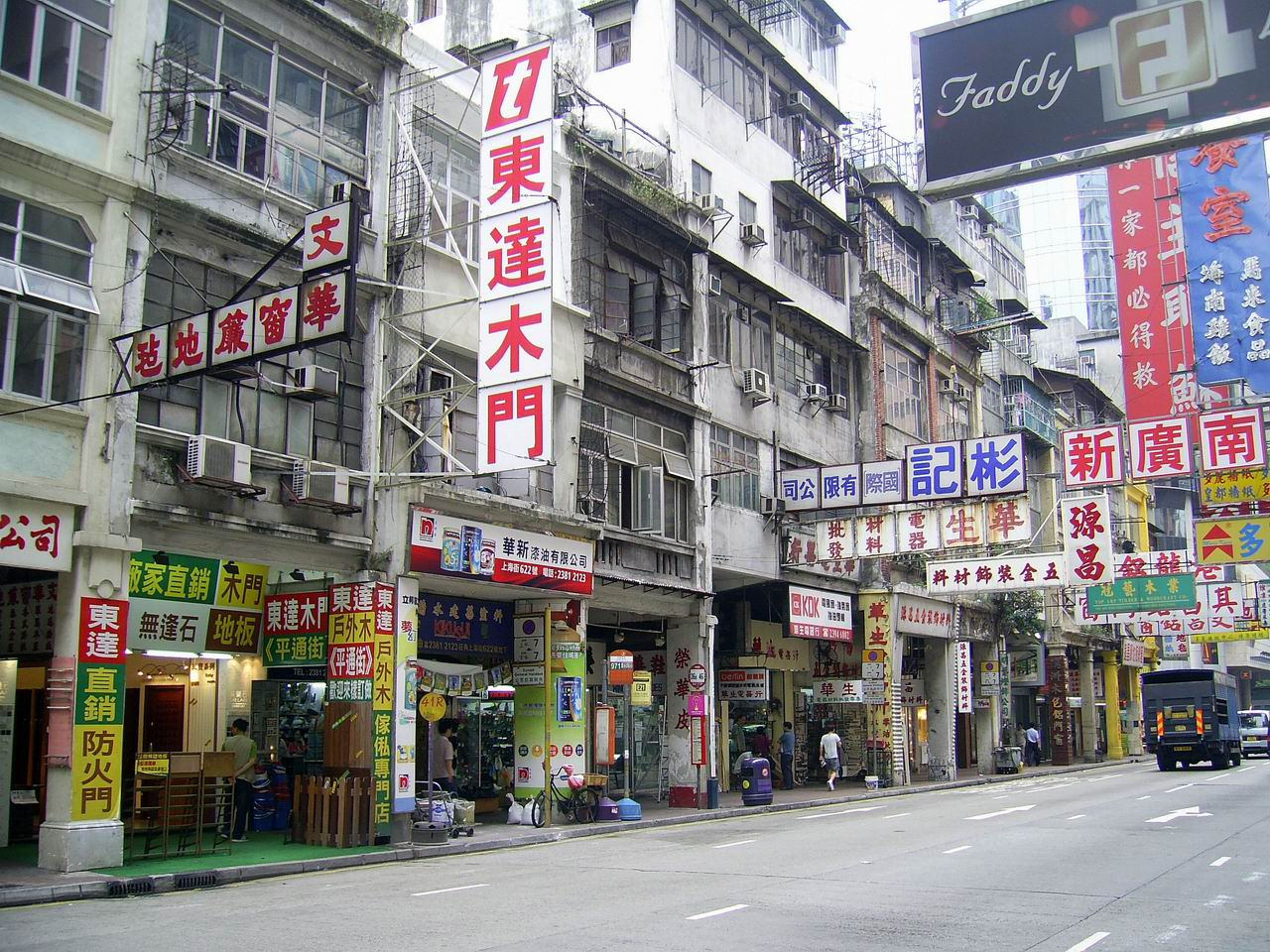
上海街上海街600至626號（英語: Nos. 600–626 Shanghai Street）（618上海街）
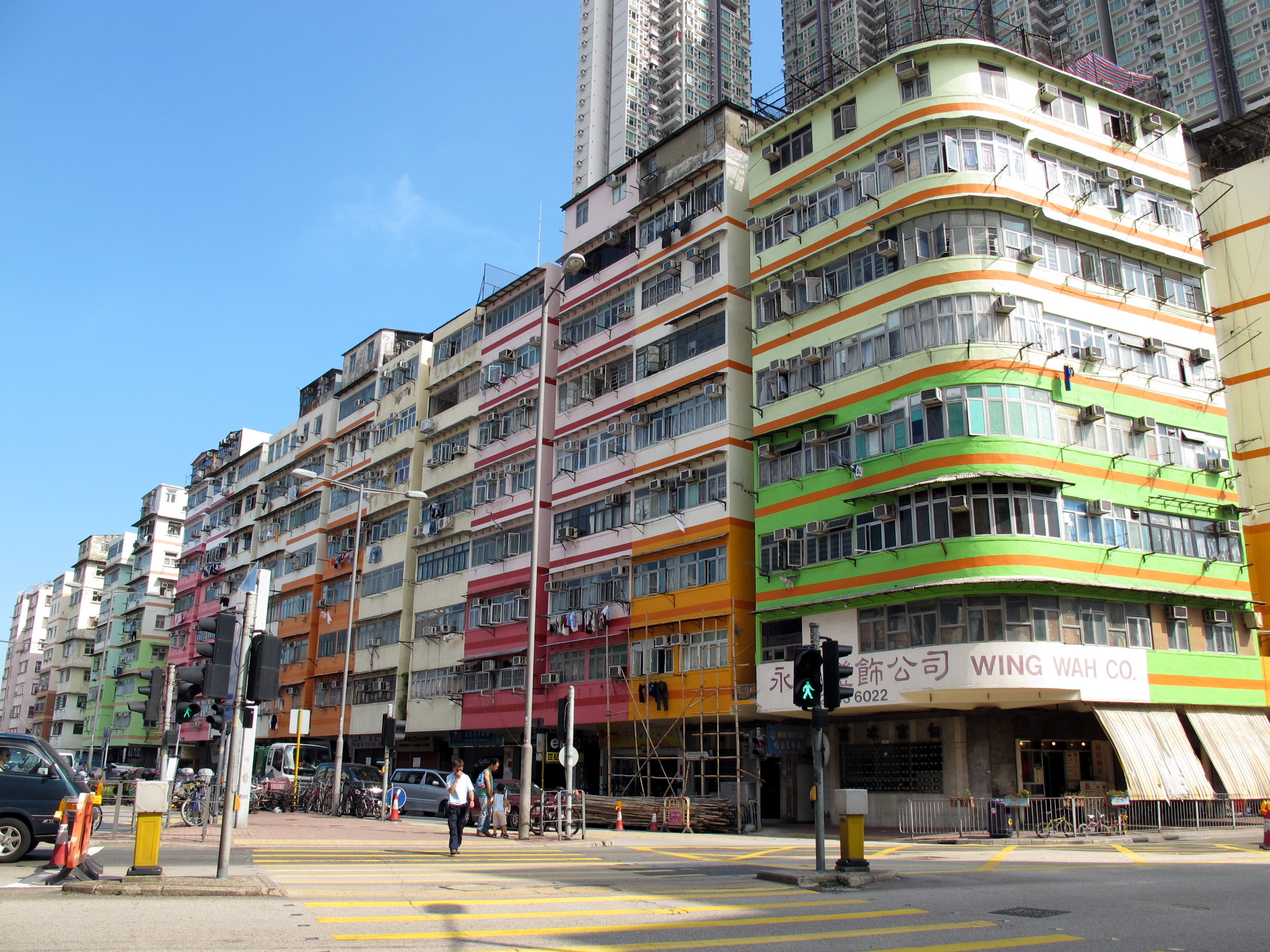
馬頭角十三街

#### その他特殊デザイン

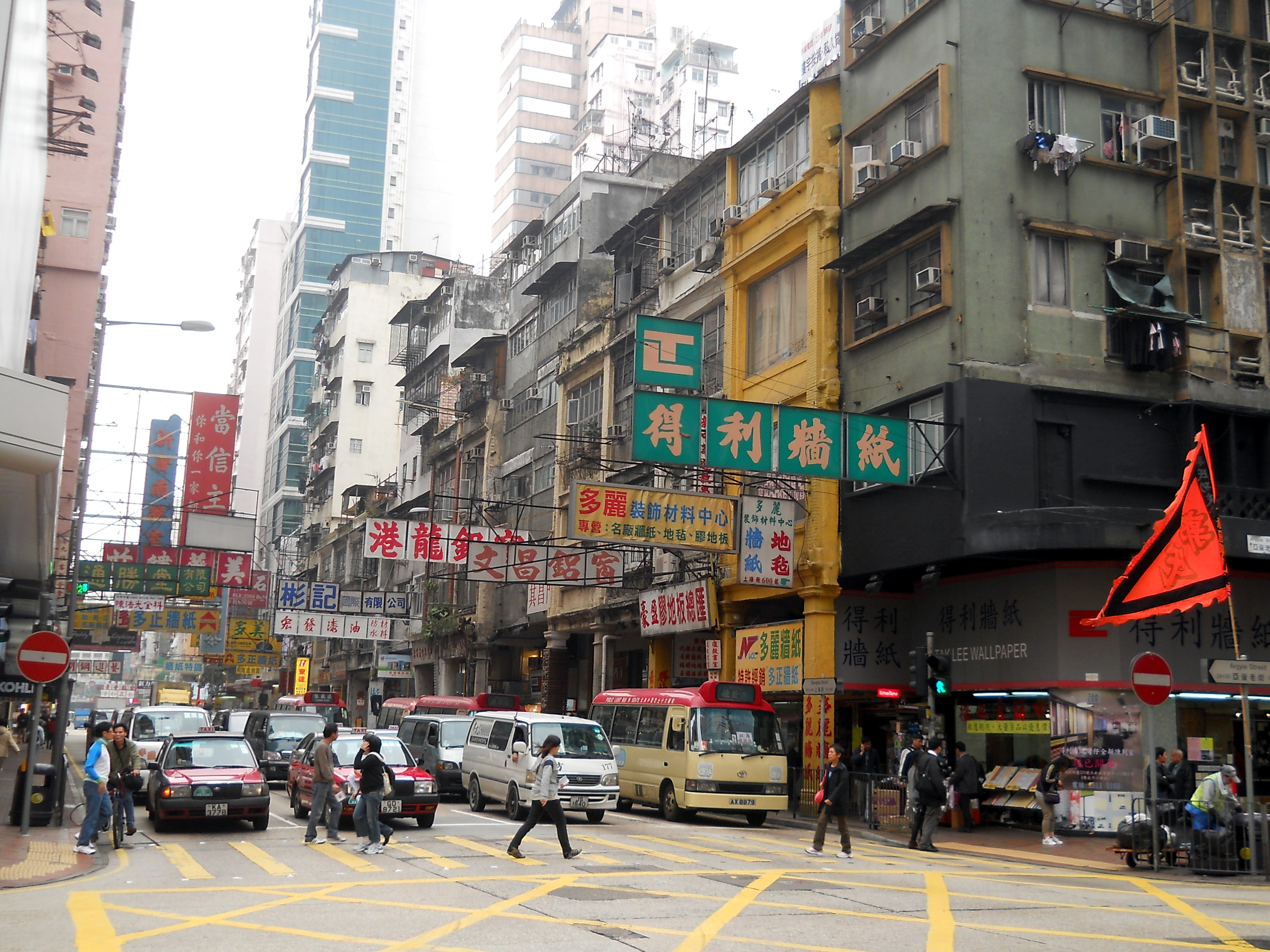
看板が取り付けられた上海街の唐楼
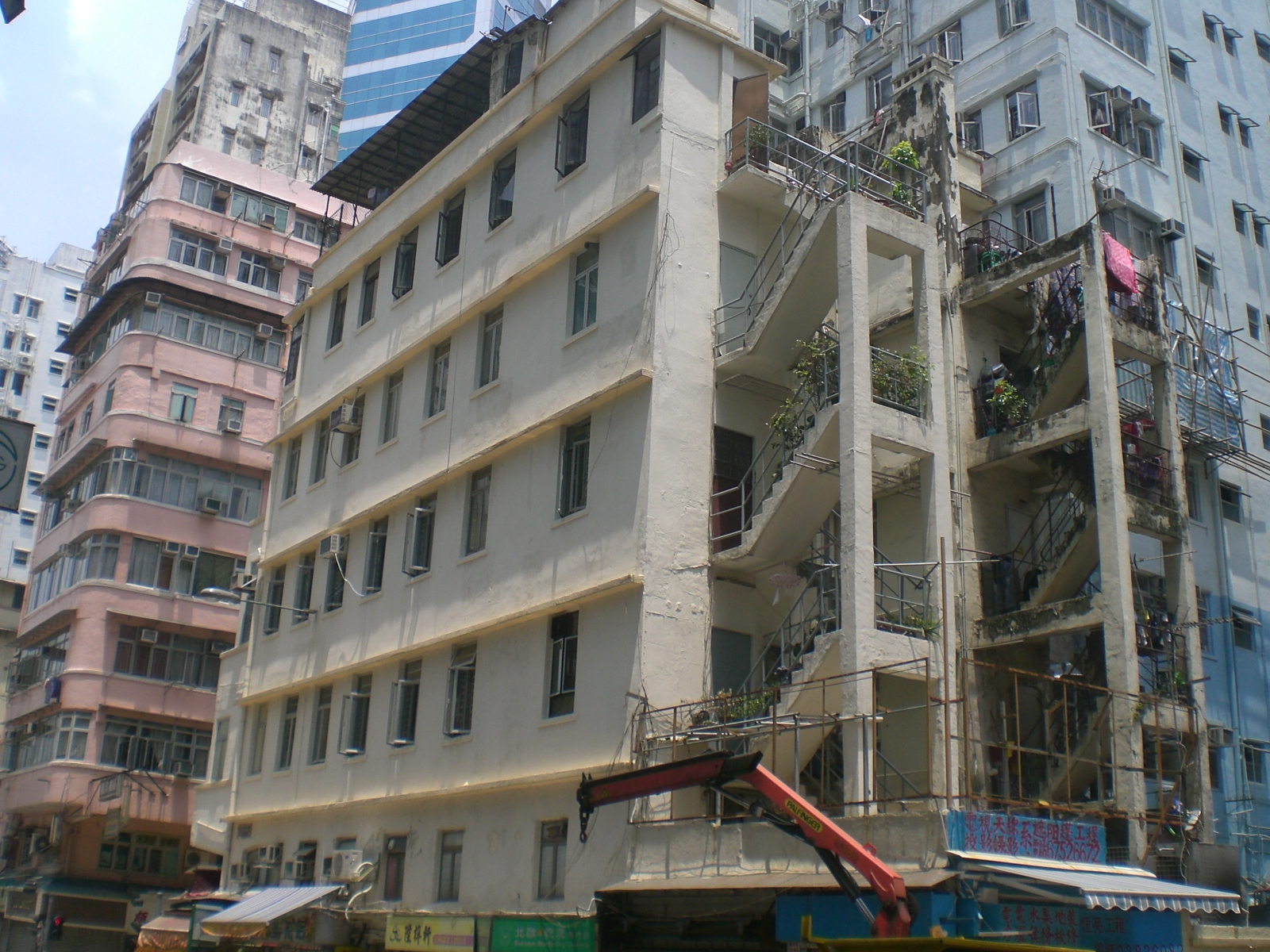
階段が外部に取り付けられた天后榮華大廈

### 分布

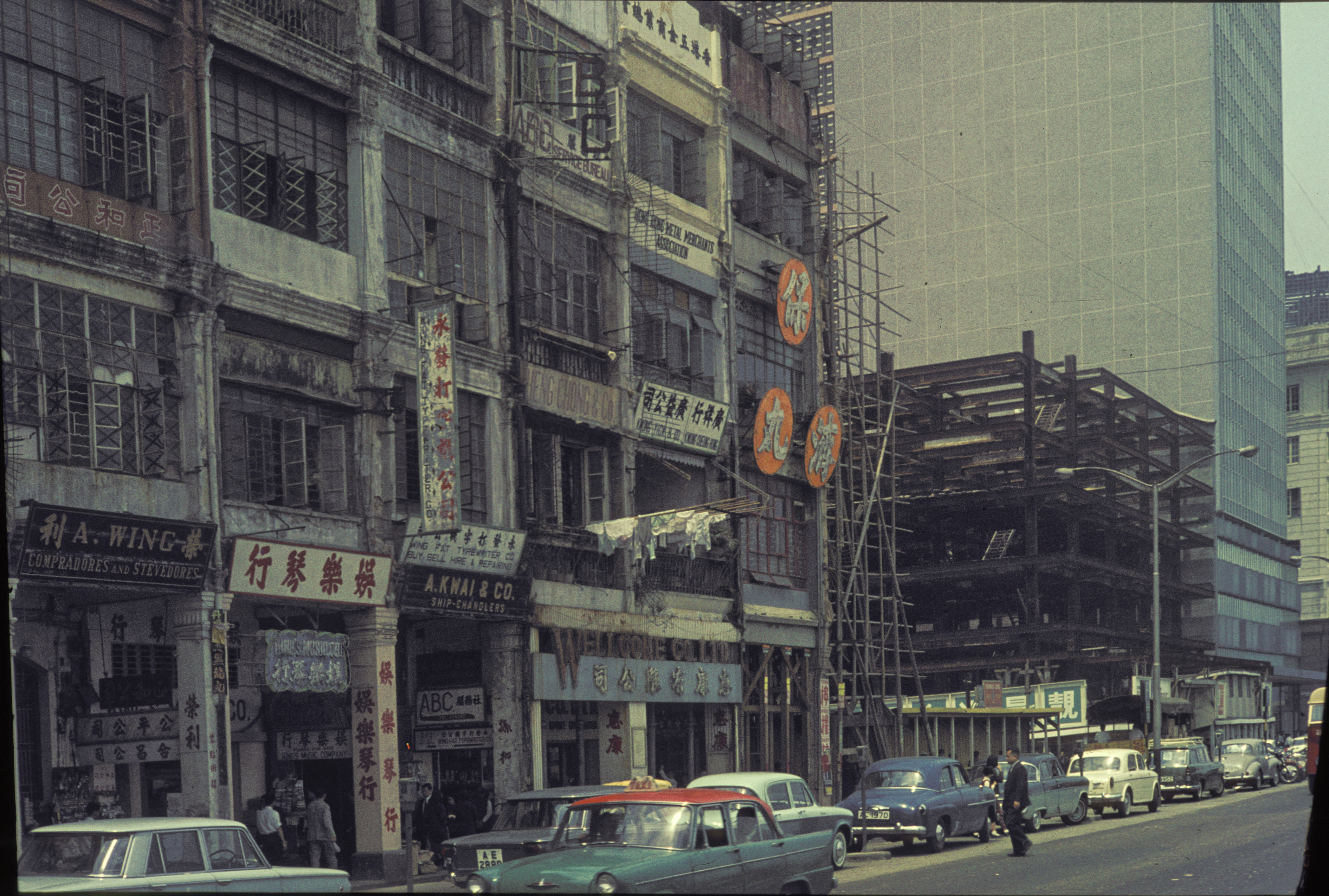
1965年の旧式唐楼群

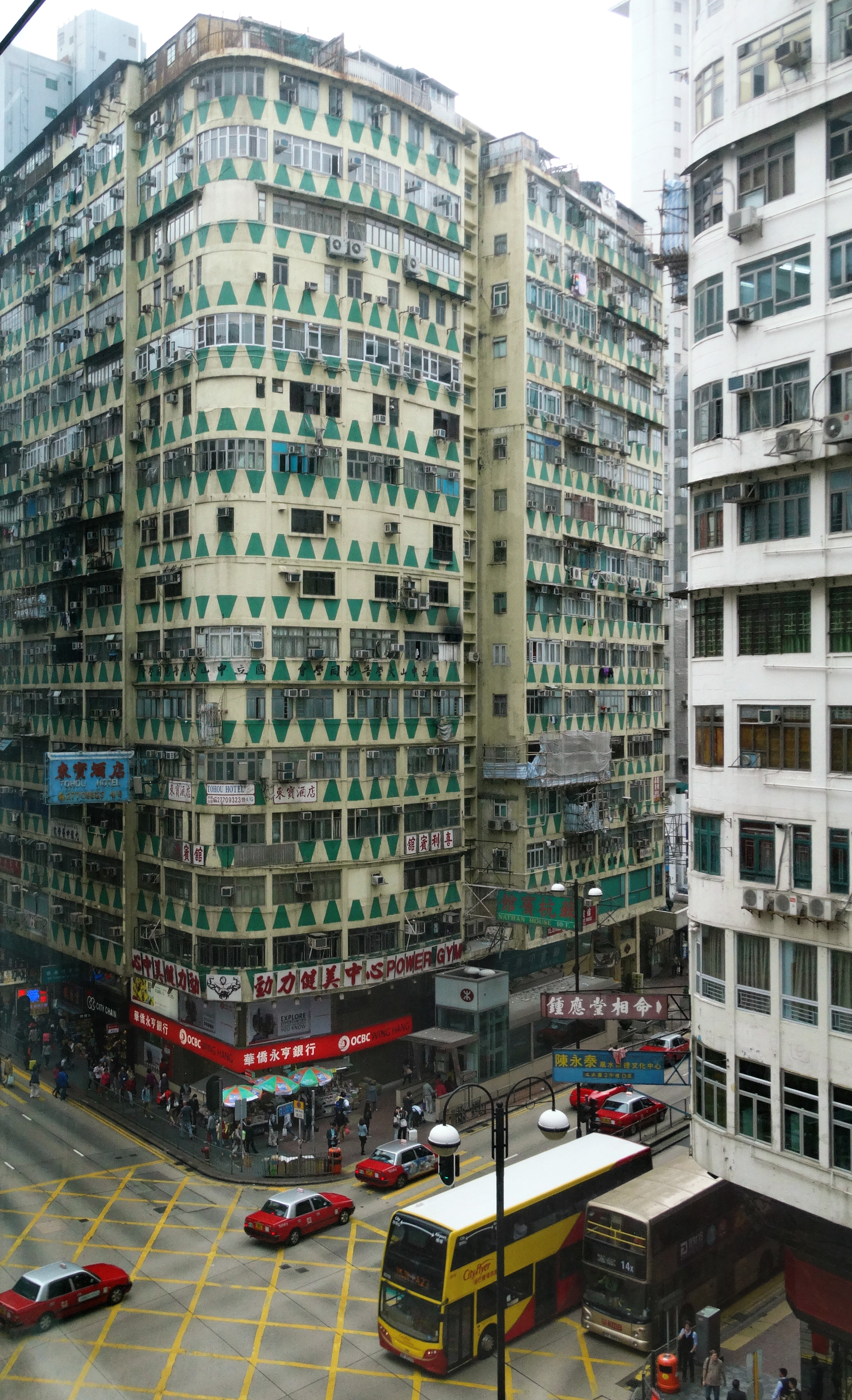
較普遍的綜合用途建築物都可能面臨拆卸

都市部の急速な開発にともない、一部の唐楼は既に解体され再開発されている。ただし、大部分は現在でも以下の各地に分布しており、多くはリノベーションされ使用期間を延長されている：

#### 香港島
| 中西區   | 灣仔區 | 東區   | 南區       |
| -------- | ------ | ------ | ---------- |
| 堅尼地城 | 灣仔   | 北角   | 香港仔     |
| 石塘咀   | 銅鑼灣 | 鰂魚涌 | 田灣       |
| 西營盤   | 跑馬地 | 西灣河 | 鴨脷洲大街 |
| 上環     | 大坑   | 筲箕灣 |            |
| 中環     |        |        |            |

#### 九龍
| 油尖旺區 | 深水埗區 | 九龍城區 | 黃大仙區 | 觀塘區     |
| -------- | -------- | -------- | -------- | ---------- |
| 尖沙咀   | 深水埗   | 紅磡     | 黃大仙   | 觀塘市中心 |
| 油麻地   | 長沙灣   | 土瓜灣   | 新蒲崗   | 牛頭角     |
| 旺角     | 石硤尾   | 馬頭圍   | 樂富     | 茶果嶺     |
| 大角咀   |          | 何文田   | 慈雲山   |            |
|          |          | 九龍城   | 牛池灣   |            |

#### 新界西
| 離島區 | 葵青區 | 荃灣區     | 元朗區     | 屯門區   |
| ------ | ------ | ---------- | ---------- | -------- |
| 大澳   | 上葵涌 | 荃灣市中心 | 元朗市中心 | 屯門新墟 |
| 長洲   | 中葵涌 |            | 洪水橋     |          |
| 梅窩   | 葵芳   |            |            |          |

#### 新界東
| 北區   | 大埔區 | 沙田區 | 西貢區 |
| ------ | ------ | ------ | ------ |
| 聯和墟 | 大埔墟 | 大圍   | 西貢市 |
| 石湖墟 |        |        |        |
| 沙頭角 |        |        |        |

### 建て替えを巡る議論
香港では開発需要が高いため、都市部では土地の入手が難しく、唐楼のほとんどは19世紀から20世紀にかけて華人が集住した香港島や九龍に建てられたものである。そのため、デベロッパーは、高層住宅や商業ビルの再開発用地を確保するため、3～4階建ての唐楼をターゲットにする。
2015年、湾仔の軒尼詩道にあった同徳押が取り壊され、香港の角丸唐楼は11棟を残すのみとなった。80年以上前に建てられ、現在の場所で60年以上営業してきた同徳大押は、三級歴史建築であった。法的に保護の対象となるのは法定古蹟のみであり、その他の歴史評価は参考価値しか持たないため、同徳押は2013年に屋宇署から23階建て商業ビルへの改築が許可されることになった。この事件は、歴史的文物の評価基準の正確性や、保存と開発のバランスをどうとるかについて疑問を投げかけた。

### 保存、活用、修繕
近年、市区重建局は、湾仔の莊士敦道、茂蘿街及巴路士街にある数多くの唐楼を保存し、文化的利用のために改修することを計画している。1922年に建てられた灣仔石水渠街72至74號の唐楼は、その青い色から「ブルーハウス（藍屋）」と呼ばれ、政府によって歴史建築に指定されている。旺角の茘枝角道にある唐楼「雷生春」は、九龍バスの創始者の一人である雷亮が1931年に建てたもので、2003年10月7日に雷一族の子孫によって香港政府に寄贈された。その後、「歴史的建造物の再生パートナーシップ計画（活化歷史建築伙伴計劃）」によって中医薬学院に改築され、2022年3月には香港で初めて法定古蹟に指定された唐楼となった。

一方、2010年1月29日午後1時43分ごろ、馬頭圍道では唐楼の倒壊事故が発生した（馬頭囲道唐楼倒壊事故）。この事故では馬頭圍道45号Jにある5階建ての唐楼全体が倒壊し、4人が死亡した。これは、第二次世界大戦後の香港では珍しい事故であり、香港全土にある築50年前後の同様の唐楼の安全性について、政府と地域社会の懸念を呼び起こした。

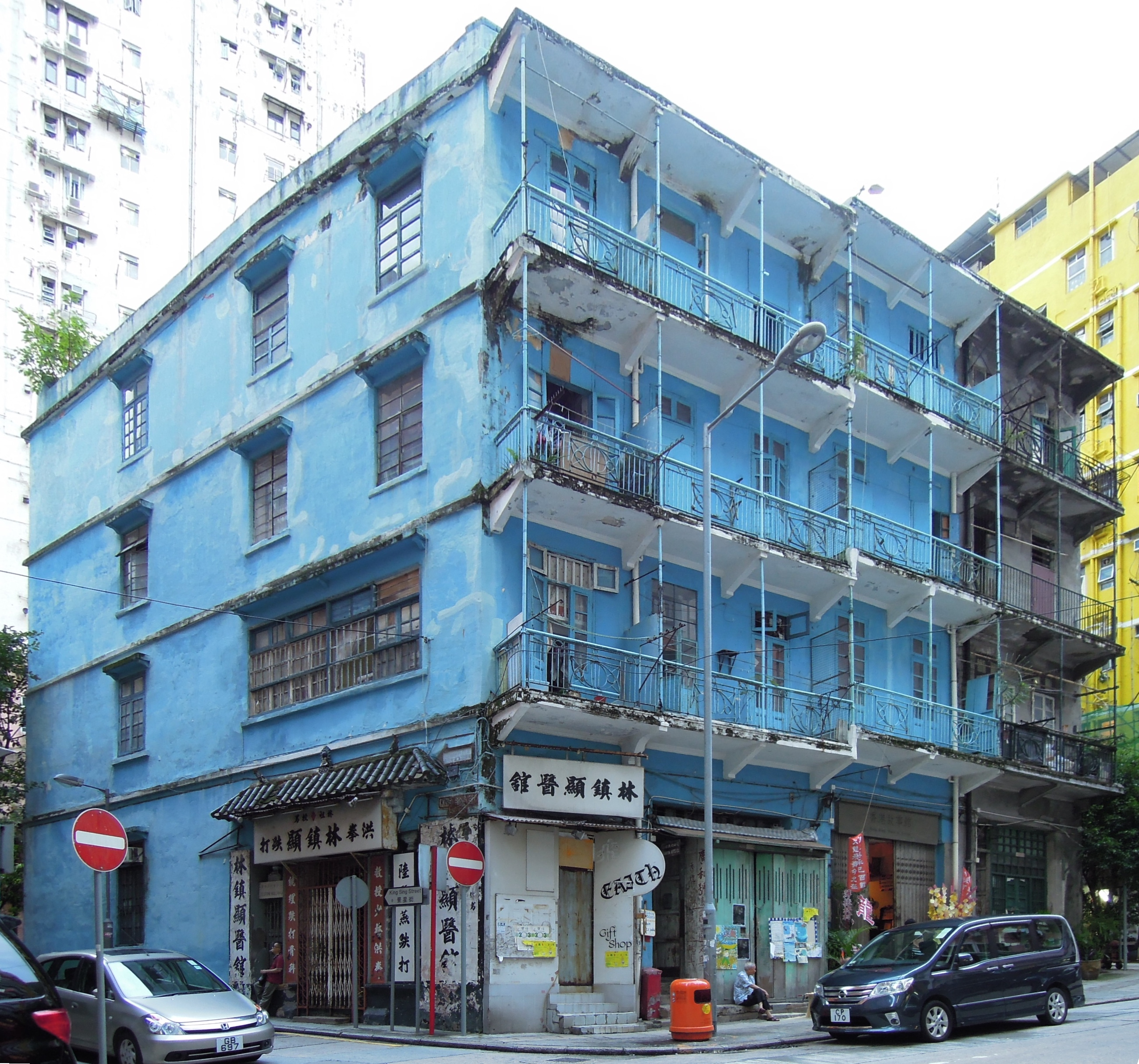
香港湾仔の藍屋
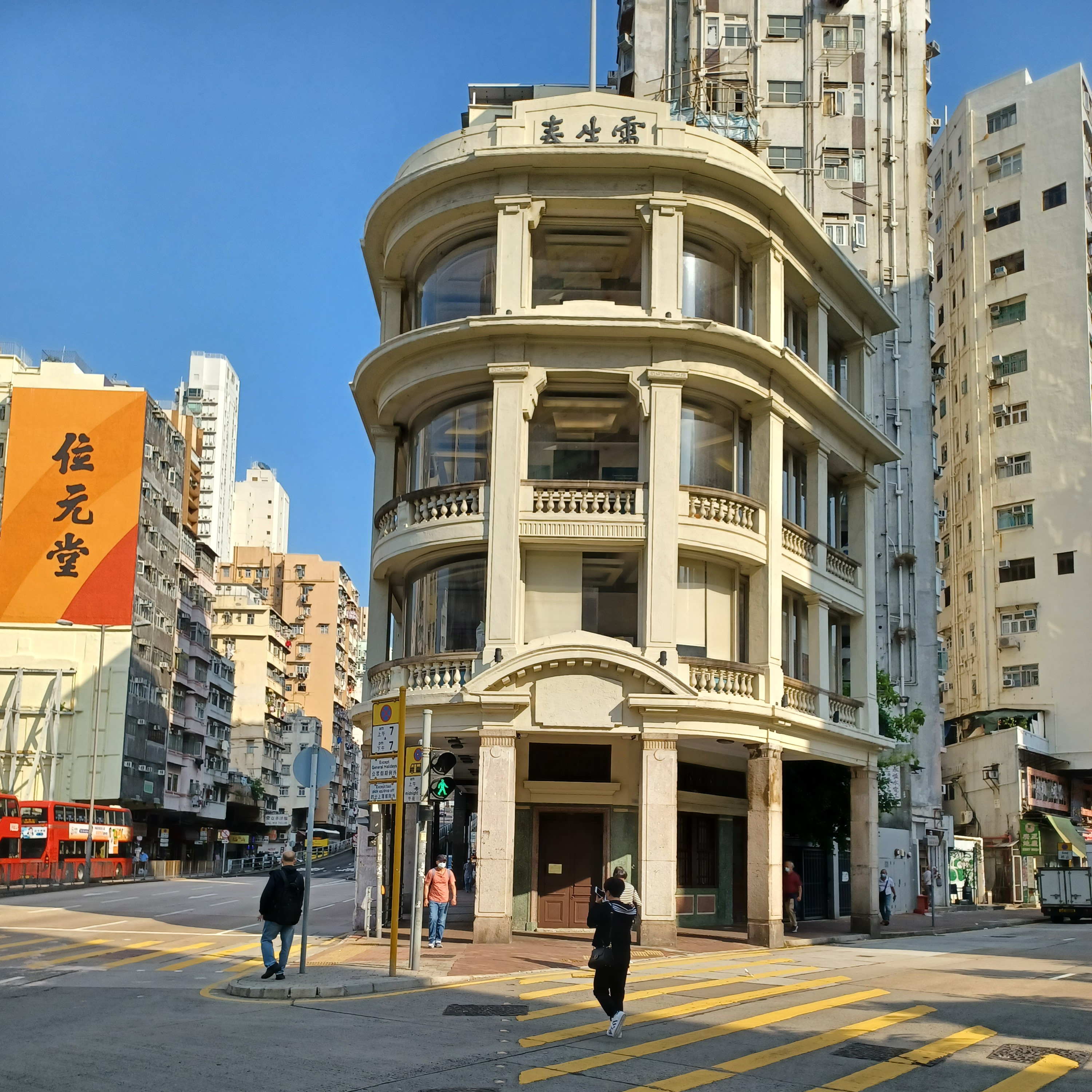
2012年にリノベーションされた雷生春
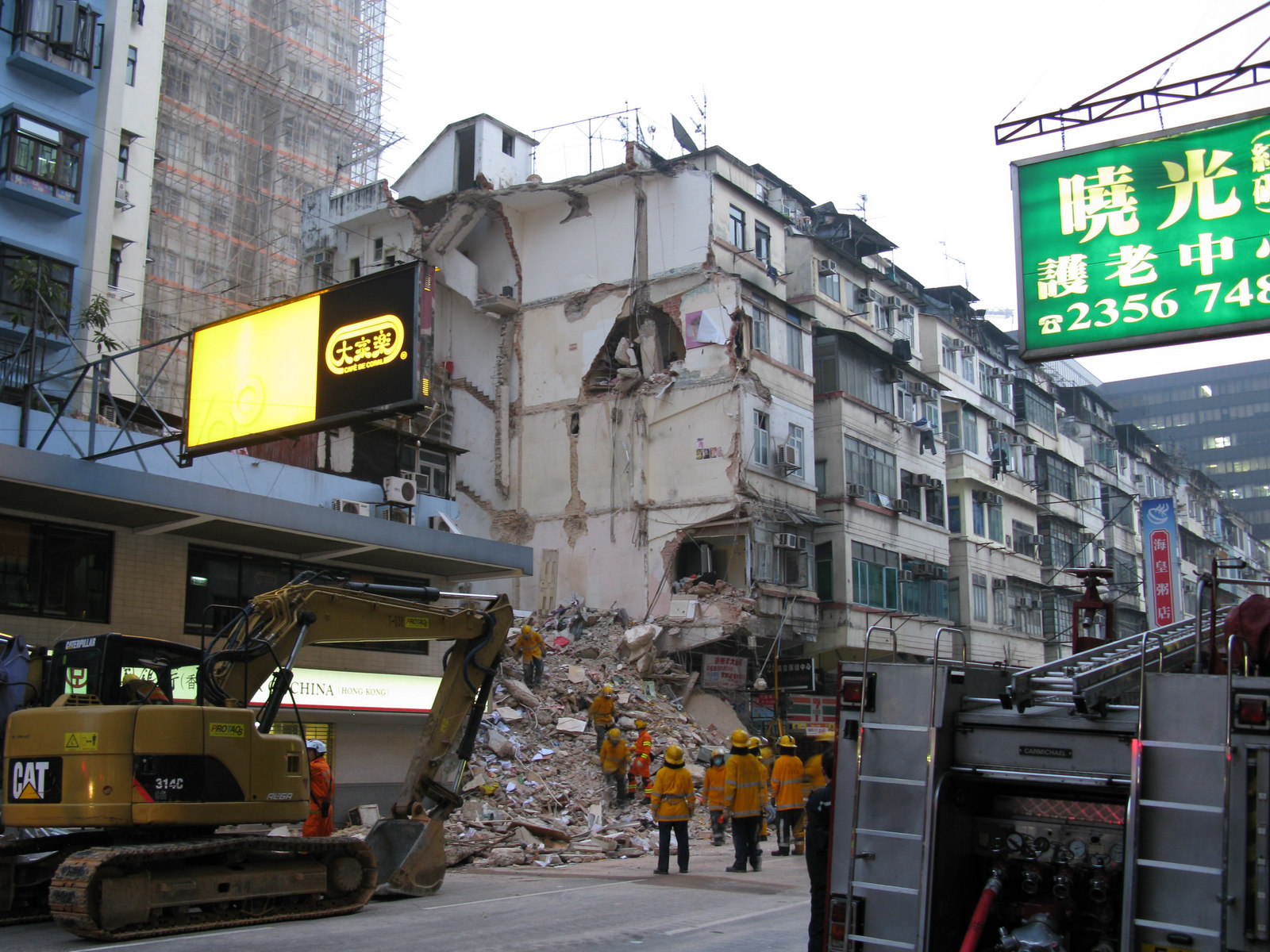
倒壊した馬頭圍道45J号の唐樓

## 澳門
マカオにおいても多くの唐楼が保存されている。セナド広場（議事亭前地）やアルメイダ・リベイロ大通り（新馬路）周辺の唐楼には20世紀初頭の様式が残っており、上層階が商業用に転用されている唐楼もある。